# BMW・5シリーズ
5シリーズ（英語名: 5 Series、ドイツ語名: 5er）は、ドイツの自動車メーカー・BMWが製造・販売している乗用車である。

## 概要
ノイエクラッセ（1800/2000系）の後継としてリリースされた。欧州における分類では、Eセグメントに属する、後輪駆動（FR）（一部モデルに四輪駆動（4WD））の乗用車である。主なライバルとして、メルセデス・ベンツ・Eクラスやアウディ・A6などが挙げられる。
現在はセダンとステーションワゴンが用意されているが、過去にはブランド初となる「グランツーリスモ」も設定されていた。
2008年1月、累計生産台数が500万台に達した。
6代目（F07/F10/F11）までで、全世界で約800万台が販売されている。
8代目（G60/G61）では、約半世紀の歴史の中で初めて、電気のみで走行するBEV・i5を同時にラインアップする。

## 初代（1972年 - 1981年）E12
1972年に登場。1977年にマイナーチェンジを行い、グリル、ボンネット、リアコンビネーションランプなどが新しくなり、同時に給油口がリアナンバープレート横から右リアフェンダーへ移動している。欧州では末期に限定モデルとして排気量3.5 Lの535iと、エアロパーツを纏ったM535iが発売された。また、副社長向けにM1のエンジンを搭載した車両がワンオフ製造された。それ以外にもM88エンジン搭載のM535iの存在が確認されているがこれが元からなのか、後にエンジンスワップされたものかどうかは定かではない。

### 日本での販売
日本へはバルコム・オート・トレイディングが輸入していた。正規輸入車の最初期導入モデルは日本の法規に合わせてフェンダーミラーを装備していたが、途中からドアミラーに変更された。
| 日本での正規輸入モデル | 日本での正規輸入モデル | 日本での正規輸入モデル | 日本での正規輸入モデル | 日本での正規輸入モデル | 日本での正規輸入モデル |
| グレード               | 販売期間               | エンジン               | 排気量                 | 最高出力               | 備考 |
| ---------------------- | ---------------------- | ---------------------- | ---------------------- | ---------------------- | --- |
| 520                    | 1973年 - 1974年        | 直列4気筒SOHC          | 1,990cc                | 115馬力                | 2002と同じツインキャブ仕様ではあるが、若干パワーアップされていた。 MTが選べた。オイルショックによる排ガス規制と前後して触媒付の520iと入れ替わる。                             |
| 520i                   | 1975年 - 1979年        | 直列4気筒SOHC          | 1,990cc                | 105馬力                | 320iと共通のインジェクション仕様となったが、触媒が付いた関係で520よりも出力は低下した。                                                                                       |
| 530i                   | 1975年 - 1979年        | 直列6気筒SOHC          | 2,986cc                | 175馬力                | 上級セダン3.0iと同じ6気筒エンジンを搭載する5シリーズのフラッグシップモデル。 アメリカ仕様をベースとしている。こちらも年々厳しくなる排ガス規制ゆえに短期間で導入が中止された。 |
| 518i                   | 1980年 - 1981年        | 直列4気筒SOHC          | 1,766cc                | 100馬力                | 520iと交代で導入された4気筒モデル。 318iのエンジンを搭載したもので、日本以外では販売されていない。                                                                            |
| 528i                   | 1980年 - 1981年        | 直列6気筒SOHC          | 2,788cc                | 165馬力                | 末期に加えられた6気筒モデル。アメリカ仕様をベースとしている。 |

## 2代目（1982年 - 1988年）E28

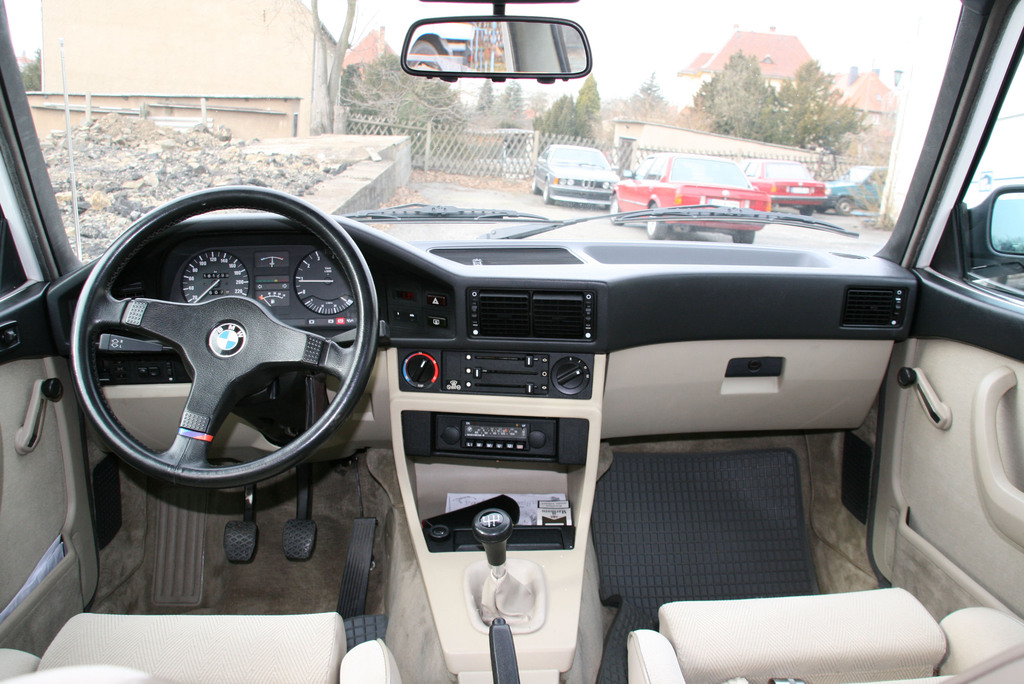
インテリア

第2世代5シリーズ。6シリーズ（E24系）とプラットフォームを共用する。デザイン面では初代をリファインした印象が強い。当時、BMWは空力をそれほど重視しておらず、風洞設備を持たなかったた。そのため、風洞実験によって設計された同世代のアウディ・100やメルセデス・ベンツ・Eクラスと比較すると空力面での遅れは否定できなかった。しかし、空力を重視しなかった結果特徴的ともいえる逆スラントノーズはこのモデルにも引き継がれた。なお、このモデルから高性能なM5が販売される。

### 日本での販売
BMWの日本法人として1981年（昭和56年）に設立されたBMWジャパンが輸入・販売を行っていた。518iA、528eA、533iAのラインナップが当初用意され、その後518iAが520iAに、533iAがM535iAへ変更されたほか、524tdA、M5が追加された。日本仕様は環境対策から全車キャタライザー（触媒）付きモデルで、排気ガス規制が遅れていた欧州仕様（触媒なし）に比べ一部を除きパワーダウンした仕様となっており、法規上の理由からヘッドライトの外径がアメリカ仕様と同じ４灯同径規格サイズのシールドビームが採用された。また、M5は初代M6（E24）と同様にデビュー後しばらくの間は日本へ導入されなかったため、正規輸入された車両は非常に少ない。当時は正規ディーラー網が未整備だったこと、内外価格差が大きかったことなどから並行輸入も盛んで、528i（2.8Lの直列6気筒M30型エンジン。通称：ビッグシックス。184馬力）、M535i（触媒なし本国仕様、218馬力）などが並行輸入業者によって販売された。日本仕様の正規輸入車は全て左ハンドルとなるが、南アフリカ共和国の工場で製造された右ハンドル仕様も少数が並行輸入されている。
| 日本での正規輸入モデル | 日本での正規輸入モデル | 日本での正規輸入モデル        | 日本での正規輸入モデル | 日本での正規輸入モデル                 | 日本での正規輸入モデル |
| グレード               | 販売期間               | エンジン                      | 排気量                 | 最高出力                               | 備考 |
| ---------------------- | ---------------------- | ----------------------------- | ---------------------- | -------------------------------------- | --- |
| 528eA                  | 1982年-1988年          | 直列6気筒SOHC                 | 2,693cc                | 120馬力 （1987年 - 1988年のみ129馬力） | 燃料効率を重視した設計のエンジンを搭載。末尾の「e」はギリシャ語の『eta』（イータ）を意味する。 当初は3段ATであったが、1985年から4段ATに変更された。 排気量の割にパワーは抑えられているため、欧州では525eとして販売されていた。 |
| 518iA                  | 1982年 - 1986年        | 直列4気筒SOHC                 | 1,766cc                | 100馬力                                | 日本仕様は3段AT、末期にはATが4段化された。 |
| 533iA                  | 1983年 - 1984年        | 直列6気筒SOHC                 | 3,210cc                | 180馬力                                | 日本/北米向けに用意されたモデル。1984年にはBMW Japanの3周年を記念してウォルター・マウラーデザインの533iを100台限定販売した。日本仕様は3段AT、末期にはATが4段化された。 |
| 524tdA                 | 1984年 - 1986年        | 直列6気筒SOHCディーゼルターボ | 2,443cc                | 115馬力                                | BMW初のディーゼルモデル。税法上518i同様5ナンバーとして扱われた。 |
| M535iA                 | 1985年 - 1988年        | 直列6気筒SOHC                 | 3,430cc                | 185馬力                                | Mテクニックスポーツステアリングホイール、ビルシュタイン製スポーツサスペンション、専用デザインアルミホイール（装着可能なタイヤはミシュランTRXのみ）、前後オーバーフェンダー、機械式LSD（リミテッド・スリップ・デフ）、2本線のボディーストライプ、前後"M"エンブレム（リアのエンブレム表記は「M535i」）、オンボードコンピューター（多機能時計）を備えている。 なお、日本仕様はこれらの装備を装着した「M535i」というグレードのみであり、欧米仕様に存在する「535i」というグレードは日本では正規販売されていない。また、セットオプションとして、BMW M製の前席スポーツシート、Mテクニックエアロキット（前後専用デザインバンパー・サイドステップ・リアスポイラー）、ドアアウターモール上部及びテールライトのメッキ部分をブラックアウト化、リアエンブレムを「M535i」から「M」マークのみへ変更した「スポーツパッケージ」も存在する。日本仕様のみ、リアエアロバンパー中央部分に黒色の細長いモールが装着される。スポーツパッケージ仕様はメーカーセットオプションとなるが、これらの装備は「BMW Mテクニック」オプションパーツとして単独でも購入することが可能だったため、ディーラー等で中古車架装時などにMテクエアロパーツのみを装着して販売した車両なども存在し、ベース車両が比較的地味なデザインだったことも伴い、このMテクエアロパーツの型を模したFRP製の粗悪なコピー商品も出回った。 モデル末期には、「M535i」をベースに外板色をM5専用の「マカオブルー」、キドニーグリル以外の外装メッキモール類のブラックアウト化、前後エンブレムレス化、バッファローレザーシート（ノーマル形状シート）などを装備した「エディション5」が限定販売された。 |
| 520iA                  | 1987年 - 1988年        | 直列6気筒SOHC                 | 1,990cc                | 129馬力                                | BMWは1987年から全車キャタライザー（触媒）付となったため、それまでキャタライザーなしの仕様のみしか存在しなかったライトシックスモデル（直列6気筒M20型エンジン搭載車）を初めて導入。 |

#### M5

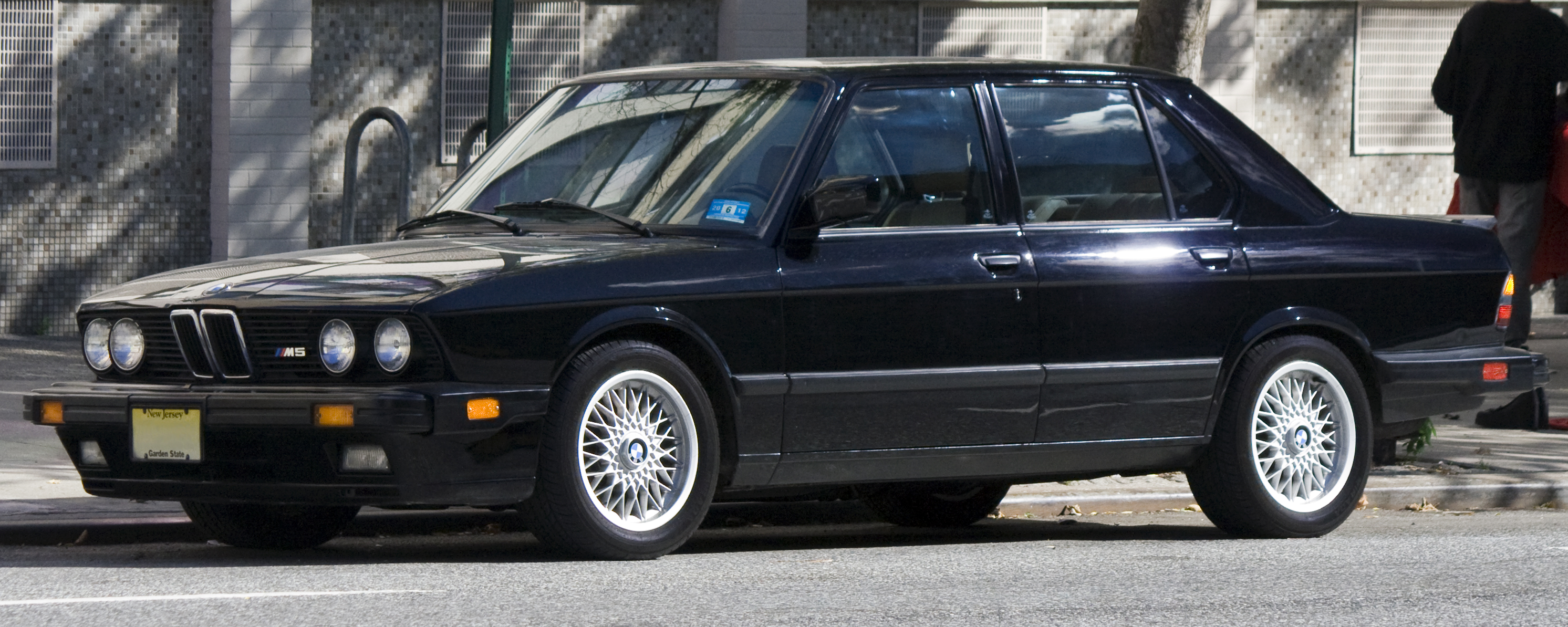
M5

1985年にデビューし、日本へは1987年から導入。M1のものを改良した3,453ccの直列6気筒DOHCエンジンを搭載し、最高出力286馬力（日本仕様は260馬力）を発生する。5速MTとの組み合わせで最高速度は250km/hに達し、当時の世界最速の4ドアサルーンであった。
キドニーグリル以外の外装メッキモール類のブラックアウト化、及び前席スポーツシートは標準装備だが、BMW Mによるオーダーメイド車両であるため、Mテクニックエアロパーツやヘッドライトワイパーの有無・リアシートのヘッドレストが装着されていないなど、様々な仕様が存在する。

## 3代目（1988年 - 1995年）E34

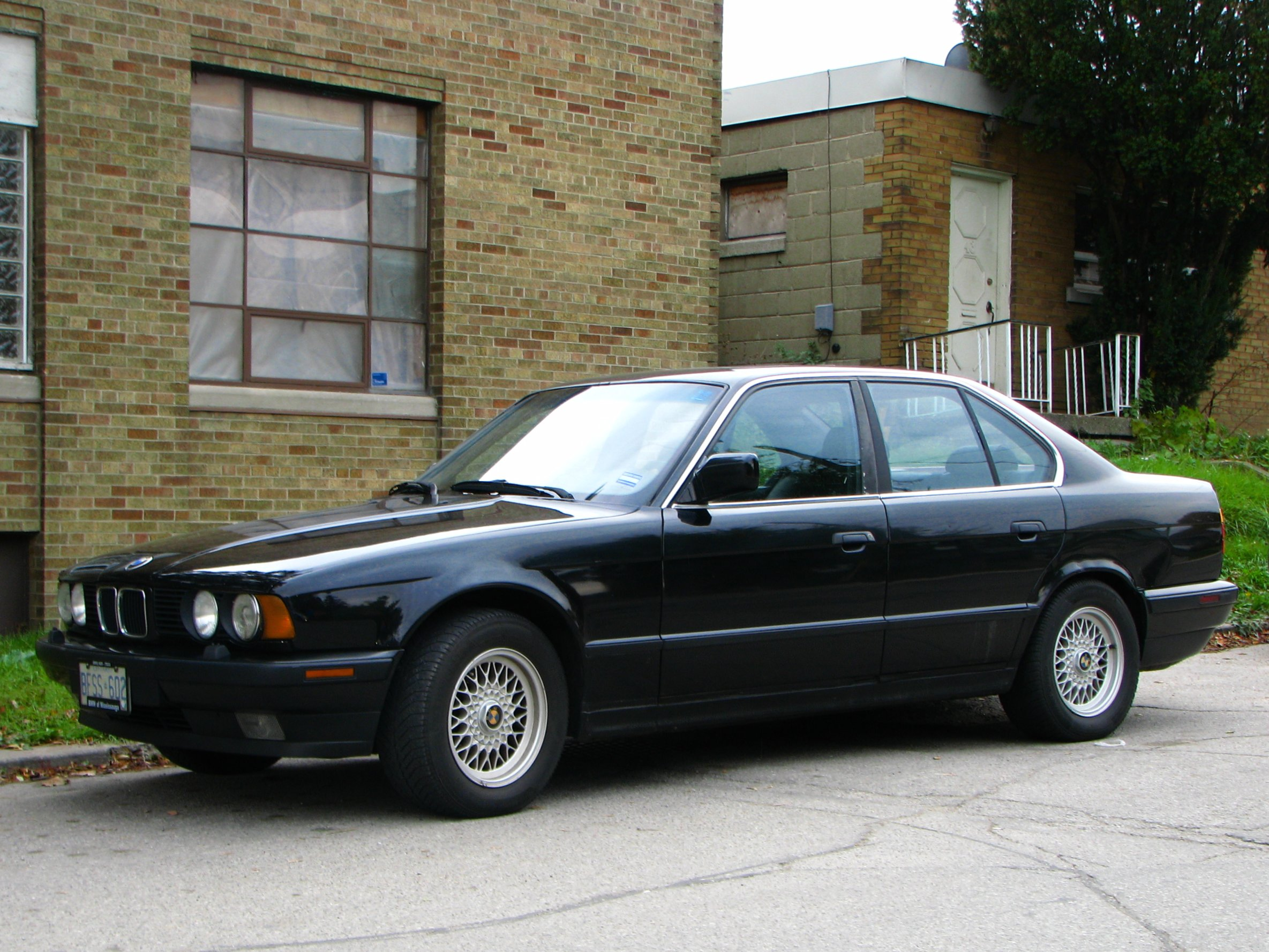
セダン（前期型）

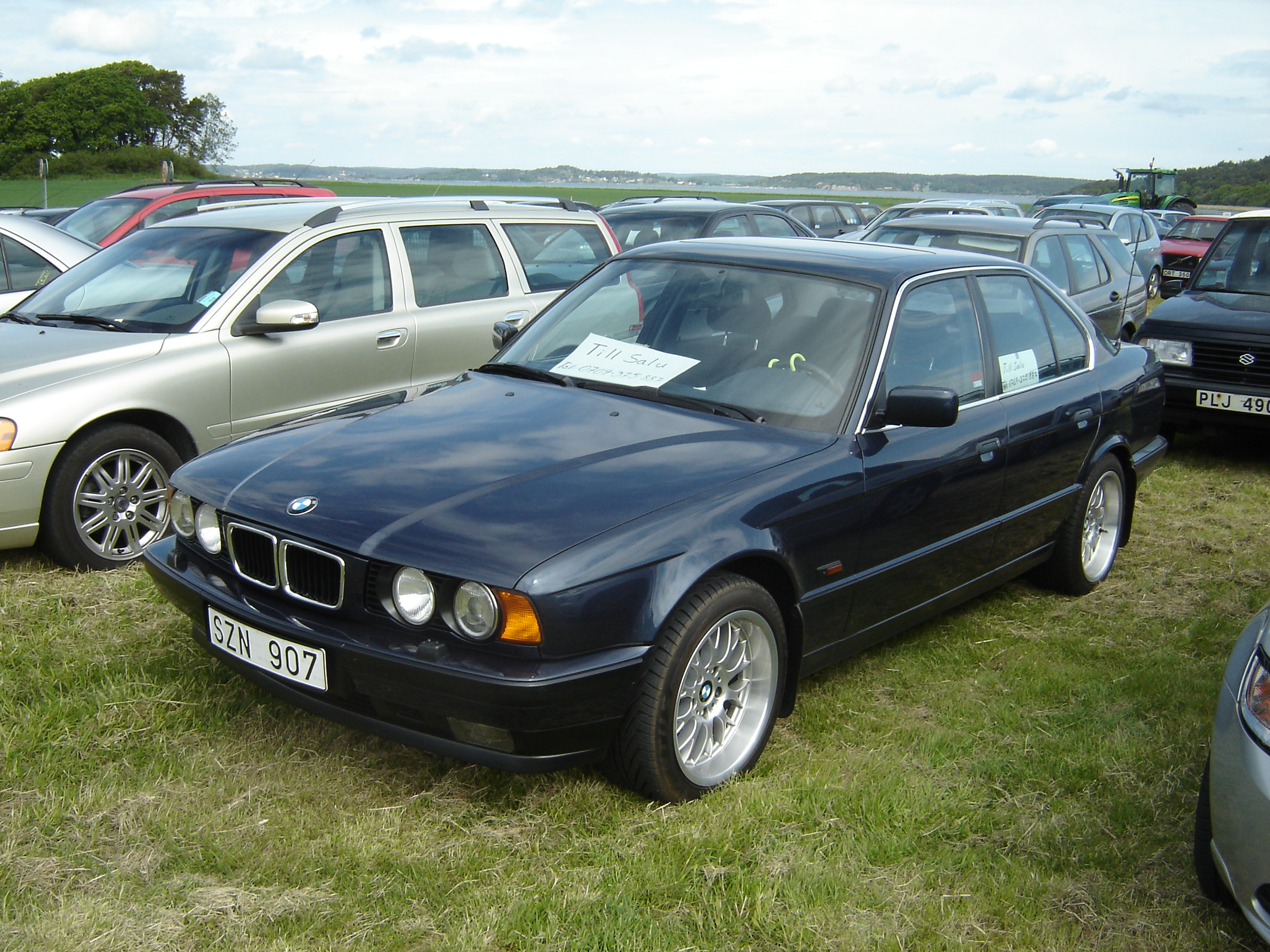
セダン（後期型）

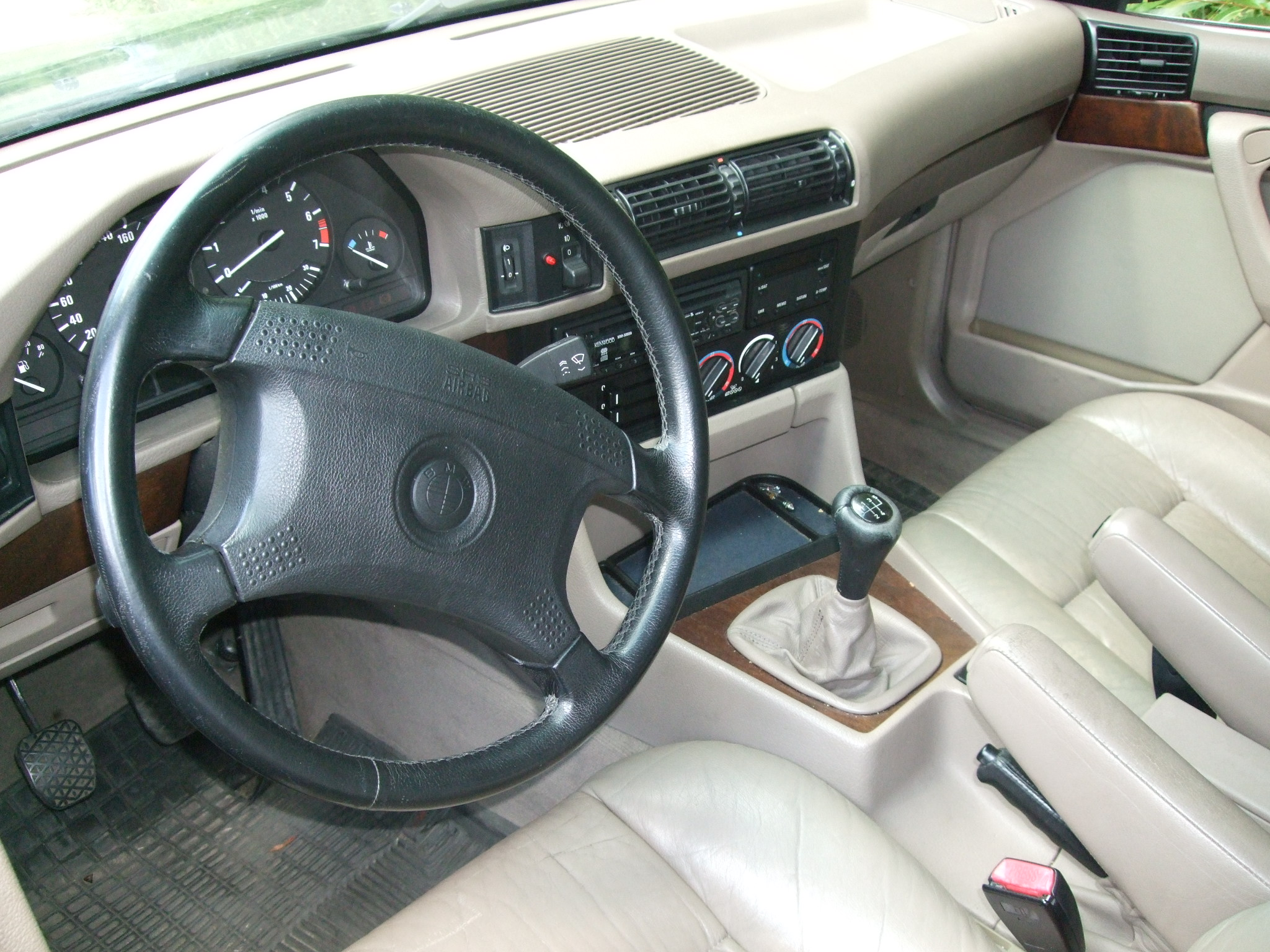
インテリア

1988年に第3世代5シリーズがデビュー。E32型7シリーズと共通する印象のスタイルであった。Cd値は0.30-0.32を達成し従来型から飛躍的に向上した。また、ミディアムクラス（W124）を見習いボディ剛性も大幅に向上させたが、同時に車重も増えW124よりおよそ100kg重くなった車重のために、ドイツでは先代の量販グレードであった518iが廃止された。535iはビッグシックスと呼ばれる名機を搭載した最終モデルである。先に登場した735iにも採用された第3世代DME（デジタル・モーター・エレクトロニクス）制御となり出力の向上を果たしている。
1991年に520i、525iがDOHCに変更するとともに4速ATから5速ATとなった。なお535iは4速ATとなる。
1993年にはマイナーチェンジを行い、V型8気筒DOHCエンジンを搭載する530i、540iが導入されたため、直列6気筒 3.5 Lエンジンを搭載する535iが消滅。V8モデルには熱対策のためにワイドキドニーグリルが与えられた。また、全車に運転席エアバッグを装備。
1994年には直6モデルにもワイドキドニーグリルを与えた。助手席側のエアバッグも標準装備となった。同時に525i、530i、540iにM製のエアロパーツ、スポーツサスペンション、スポーツシート、BBS製2ピースアルミホイールなどを装備したスポーツパッケージが設定される。
5シリーズのサスペンション形式は、第3世代（1988年 - 1995年）E34の頃までは前輪がマクファーソン・ストラット式、後輪がセミトレーリングアーム式サスペンションを採用していた。

### 日本での販売
1988年（昭和63年）、まず日本に導入されたのが、直列6気筒SOHCエンジンを搭載する525i 535iであった。3.5 L エンジンを搭載する535iは、当時の7シリーズにも搭載された「ビッグ・シックス」という名エンジンを搭載した）。日本に正規輸入されたモデルは以下のようになっている。
| 日本での正規輸入モデル           | 日本での正規輸入モデル | 日本での正規輸入モデル | 日本での正規輸入モデル | 日本での正規輸入モデル | 日本での正規輸入モデル |
| グレード                         | 販売期間               | エンジン               | 排気量                 | 最高出力               | 備考 |
| セダン                           | セダン                 | セダン                 | セダン                 | セダン                 | セダン |
| -------------------------------- | ---------------------- | ---------------------- | ---------------------- | ---------------------- | --- |
| 525i                             | 1988年 - 1991年        | 直列6気筒SOHC          | 2,493cc                | 170馬力                | 550万円。1991年（平成3年）にBMW JAPAN10周年を記念した限定車が発売される。限定色や本革製スポーツシート、専用のウッドパネルが装備されていた。 |
| 535i                             | 1988年 - 1993年        | 直列6気筒SOHC          | 3,430cc                | 211馬力                | 780万円。535iのみの装備としてオーディオ横のオンボードコンピュータが搭載される。時刻、日付、外気温、平均燃費、平均車速のほか、盗難防止用の暗証番号等も任意で設定できる。1991年（平成3年）にBMW Japan10周年を記念した限定車が発売された。装備内容は525iに準ずるが、前席がパワーシートとなり、サンルーフも装備される。 1992年（平成4年）にはエアロパーツ、スポーツサスペンションやスポーツシートなどM5に準ずる装備を持った535iスポーツが限定発売される。 オプションのサンルーフはプラス20万円。 正規ディーラー車のうち、ミシュランTRXが装着された車体も存在した。末期には右ハンドルも選択できた。 |
| 520i                             | 1991年 - 1996年        | 直列6気筒SOHC          | 1,990cc                | 150馬力                | 520万円。右ハンドルのみの設定になった。 525iとの装備の差はアロイホイール、フロントフォグランプ（後に標準装備化）、一本出しマフラーに留まる。 |
| 525i                             | 1991年 - 1996年        | 直列6気筒SOHC          | 2,493cc                | 192馬力                | 600万円。1994年（平成6年）と翌年にそれぞれ特別仕様の「セレクション」が発売される。専用ボディカラーやレザーシート、ウッドパネル、CDチェンジャーなどが装備されていた。 |
| 530i                             | 1993年 - 1996年        | V型8気筒DOHC           | 2,996cc                | 218馬力                | 動力性能的には525iと大差はないが、ウォールナットパネルやワイドキドニーグリルを装備にすることにより高級感を演出していた。 サイドステップが標準装備となる。 |
| 540i                             | 1993年 - 1996年        | V型8気筒DOHC           | 3,981cc                | 286馬力                | 845万円。エンジン停止中でも外気循環を自動的に行うクライメートコントロール、クルーズコントロールなどが540iには標準装備であった。リアブレーキにベンチレーテッドディスクが装備された。 |
| ツーリング（ステーションワゴン） |                        |                        |                        |                        | |
| 525i                             | 1992年 - 1996年        | 直列6気筒DOHC          | 2,493cc                | 192馬力                | 1992年から導入開始。2枚式の巨大なパネルサンルーフがツーリングモデル最大の特徴であった（525iにはオプション）。ただ、剛性面で難があった感は否めず、以降のBMWツーリングモデルには一度も採用されていない。 ドイツでは520iからM5までのラインナップが存在したが、日本導入モデルは525iと540iの2車種のみである。525iは右ハンドルのみ、540iは左ハンドルのみの設定。540iは販売期間が短く価格も900万円と高価であった。 |
| 540i                             | 1994年 - 1996年        | V型8気筒DOHC           | 3,981cc                | 286馬力                | 1992年から導入開始。2枚式の巨大なパネルサンルーフがツーリングモデル最大の特徴であった（525iにはオプション）。ただ、剛性面で難があった感は否めず、以降のBMWツーリングモデルには一度も採用されていない。 ドイツでは520iからM5までのラインナップが存在したが、日本導入モデルは525iと540iの2車種のみである。525iは右ハンドルのみ、540iは左ハンドルのみの設定。540iは販売期間が短く価格も900万円と高価であった。 |

#### M5

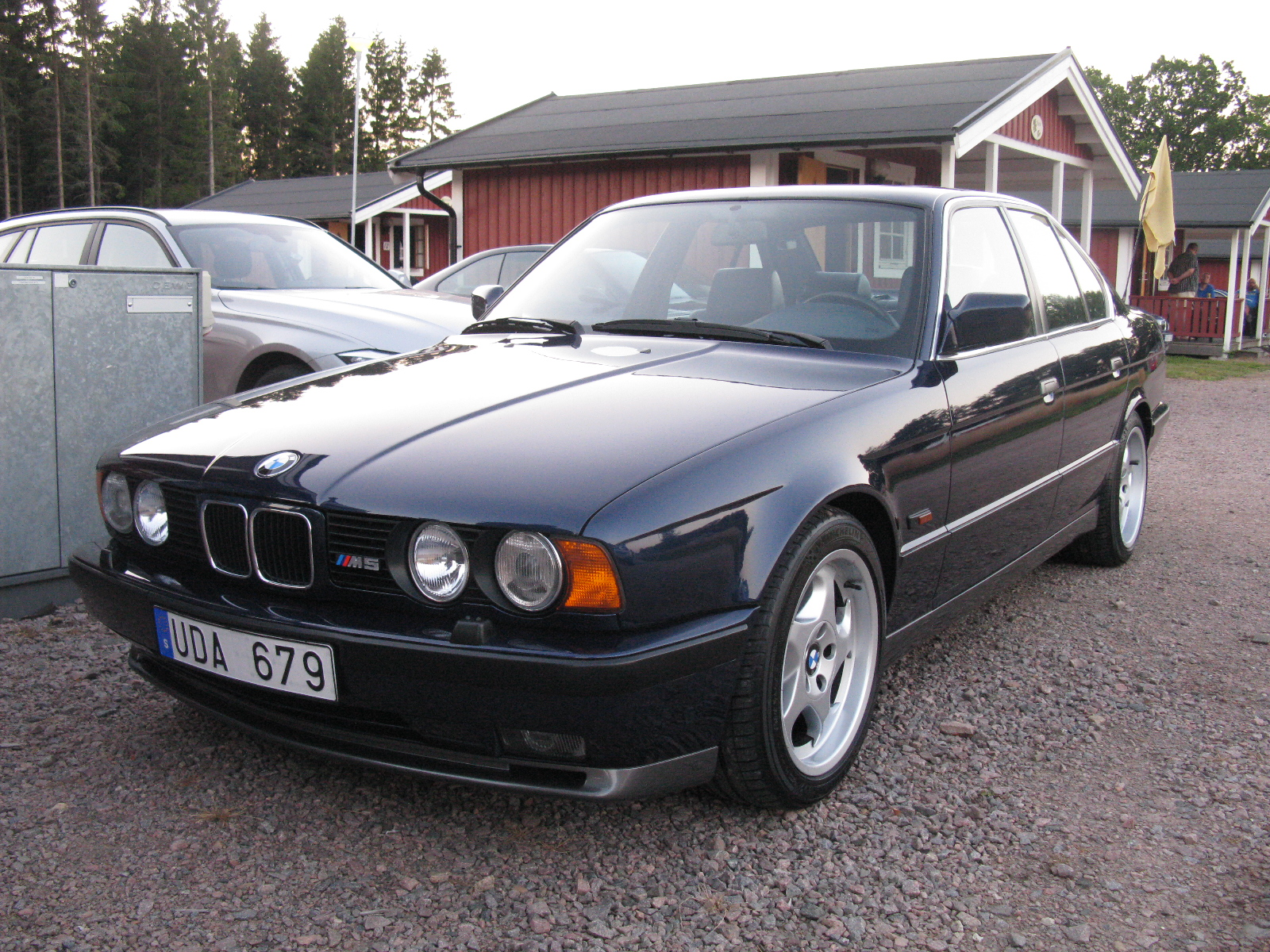
M5（前期型）

E34型M5は1988年に3.6 L 直列6気筒DOHC エンジンに5速MTの組み合わせでデビューした。17inのホイールは市販車では珍しくアルミホイールにエアロディスクを被せたもので、高速域での安定性とともに、欧州車によく見られる多量のブレーキダストを排出する役割も兼ねていた。
1993年には排気量を3.8 Lに拡大し出力を向上させた。タイヤサイズは変わらないものの、ホイールは一般的なデザインに改められた。そして1994年の改良では6速MTと18インチタイヤが採用された。後期型は出力の強化により、フロントブレーキが大径、4ピストン化された。
最高速度はリミッターによって250km/hに制御される。これは、戦後のドイツ車で初めてV型12気筒エンジンを搭載した750iを1987年に発売するにあたって、メルセデス・ベンツとの紳士協定で交わした両社サルーンの最高速度である。
日本向けはセダンのみの導入だったが、欧州向けはツーリングも設定された。
| 日本での正規輸入モデル | 日本での正規輸入モデル | 日本での正規輸入モデル | 日本での正規輸入モデル | 日本での正規輸入モデル | 日本での正規輸入モデル |
| グレード               | 販売期間               | エンジン               | 排気量                 | 最高出力               |                        |
| ---------------------- | ---------------------- | ---------------------- | ---------------------- | ---------------------- | ---------------------- |
| M5                     | 1988年 - 1993年        | 直列6気筒DOHC          | 3,535cc                | 315馬力                |                        |
| M5                     | 1993年 - 1996年        | 直列6気筒DOHC          | 3,795cc                | 340馬力                |                        |

## 4代目（1996年 - 2003年）E39

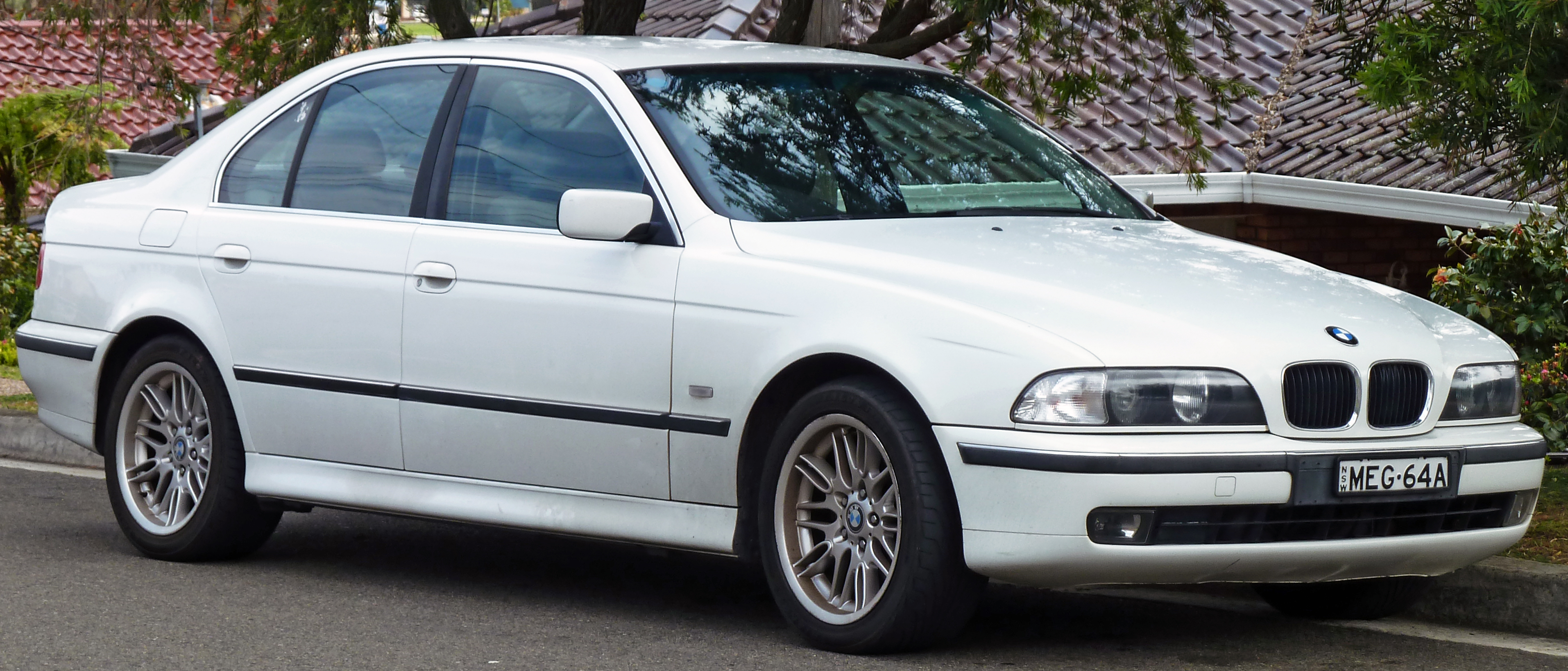
セダン（前期型）

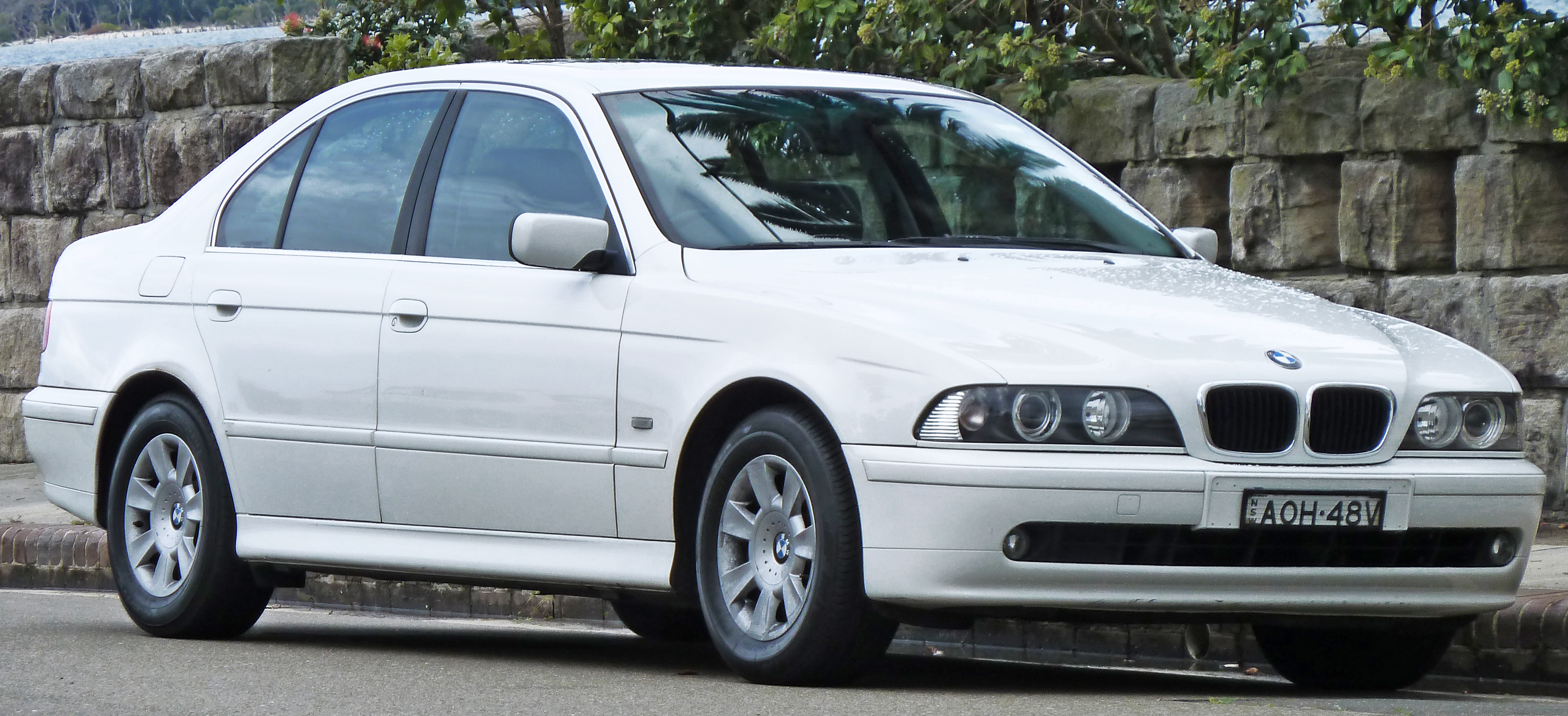
セダン（後期型）

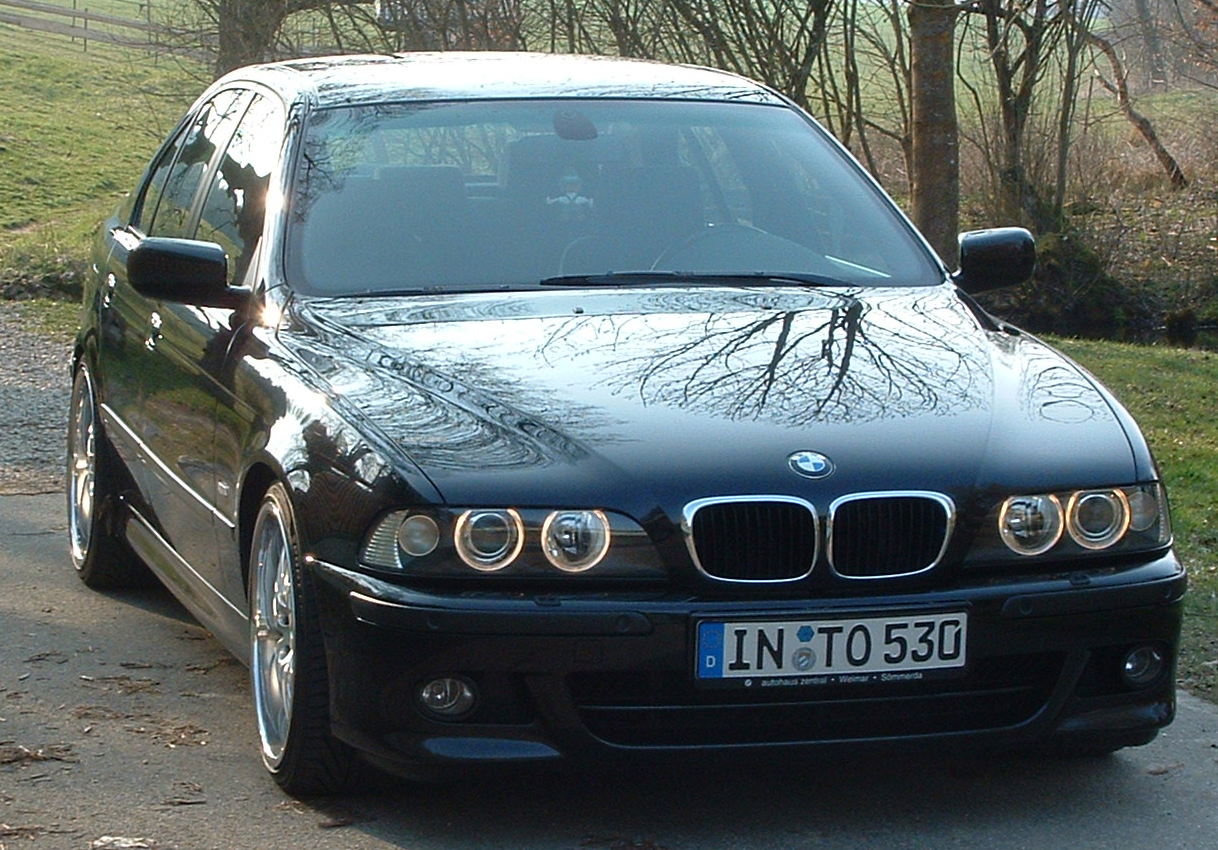
セダン（Mスポーツ）

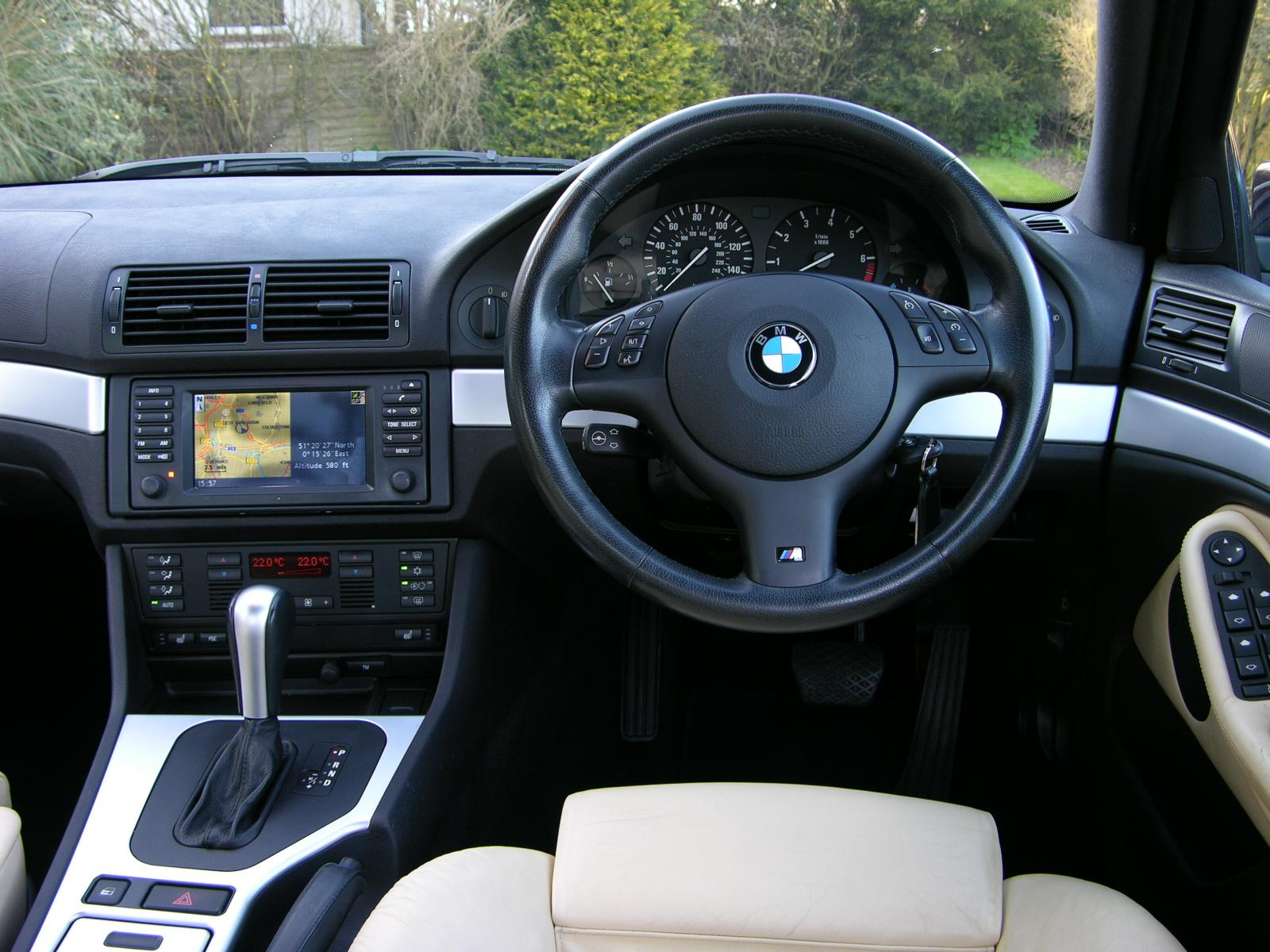
インテリア

第4世代5シリーズ。エクステリア・デザインは、BMWのデザイナーである永島譲二。先代よりボディサイズを拡大したが、空気抵抗係数（Cd値）は0.29-0.30である。アルミ製サスペンションを採用し、さらなる安定性、および軽快なハンドリングを実現するとともに、ASC+Tと呼ばれるトラクションコントロールを直列6気筒モデルに装着した。V型8気筒モデルにはASC+Tを発展させたDSCと呼ばれる横滑り防止機構を装備。
パッシブセーフティの面でも充実しており、初期モデルではエアバッグがフロント左右、サイドエアバッグの4エアバッグであったが、最終的にはITSヘッド・エアバッグを含む10エアバッグとされた。電子制御デバイスの導入にも積極的で、自動防眩機能を内蔵したルームミラーやレインセンサー付きのワイパーなどが装備される。
1996年6月より日本導入を開始。日本仕様として変更が加えられており、本国仕様に対して、
- ダンパーの減衰力を落とす
- 日本仕様に専用開発したオールシーズンタイヤ（Continental conti touring contact CH95）
- タイヤの空気圧を1.8kgf/cm²に設定

などの変更により、ドイツ仕様と比べ、当たりの柔らかい乗り心地となっていた。
また、日本仕様に専用開発されたタイヤのスピードレンジがH（210km/h）に設定されていたため、208km/hで作動するリミッターが装着される他、日本の道路状況に合わせ、ATはジヤトコ製（本国ではZF）となる。導入当初は直列6気筒モデルにはステップトロニックは装備されておらず、540iにのみ設定されていた。なお、前期型540iのATはGM製である。
1997年には直列6気筒モデルにステーションワゴンのツーリングが追加される。1998年には直列6気筒モデルのトランスミッションがマニュアルモード付きのステップトロニックと変更を受けるとともに可変バルブ機構のVANOSが吸排気の両方に作動するダブルVANOSに進化。同時に、標準装着タイヤが専用開発のオールシーズンタイヤから一般的なサマータイヤへ変更となる。1999年にはBMW Mがデザインしたエクステリアやインテリアを持つ、スポーティーな「Mスポーツ」が初めて導入される。
2000年にはフェイスリフトを行い、1996年から2000年までのモデルが前期、2000年以降が後期となる。後期の外見上の大きな識別点は国内でイカリングと呼ばれる「コロナ・リング」が初めて装備された点である。直列6気筒（M52）エンジンを一新して、パワーアップを図りつつ排ガスもクリーンになった。2.8 Lエンジンが廃止されて528iがカタログ落ちし、530iが追加された。M52エンジンから進化したM54エンジンは当時世界最高水準のパフォーマンスを誇った。また、M54搭載車導入と同時に、ATは本国仕様同様のZF製へ切り替わった。

### 日本での販売
| 日本での正規輸入モデル | 日本での正規輸入モデル | 日本での正規輸入モデル | 日本での正規輸入モデル | 日本での正規輸入モデル | 日本での正規輸入モデル |
| グレード               | 製造年                 | エンジン               | 排気量                 | 最高出力               | 価格                   |
| 前期型                 | 前期型                 | 前期型                 | 前期型                 | 前期型                 | 前期型                 |
| ---------------------- | ---------------------- | ---------------------- | ---------------------- | ---------------------- | ---------------------- |
| 525i                   | 1996年 - 2000年        | 直列6気筒DOHC          | 2,493cc                | 170馬力                | 543万円                |
| 528i                   | 1996年 - 2000年        | 直列6気筒DOHC          | 2,793cc                | 193馬力                | 613万円                |
| 540i                   | 1996年 - 2003年        | V型8気筒DOHC           | 4,398cc                | 286馬力                | 798万円                |
| 528iツーリング         | 1997年 - 2000年        | 直列6気筒DOHC          | 2,793cc                | 193馬力                | 645万円                |
| 後期型                 |                        |                        |                        |                        |                        |
| 525i /525i Mスポーツ   | 2000年 - 2003年        | 直列6気筒DOHC          | 2,493cc                | 192馬力                | 530万円                |
| 530i/530i Mスポーツ    | 2000年 - 2003年        | 直列6気筒DOHC          | 2,979cc                | 231馬力                | 610万円                |
| 540i/540i Mスポーツ    | 1996年 - 2003年        | V型8気筒DOHC           | 4,398cc                | 286馬力                | 885万円                |
| 525iツーリング         | 2000年 - 2003年        | 直列6気筒DOHC          | 2,493cc                | 192馬力                | 578万円                |
| 530iツーリング         | 2000年 - 2003年        | 直列6気筒DOHC          | 2,979cc                | 231馬力                | 661万円                |

#### M5

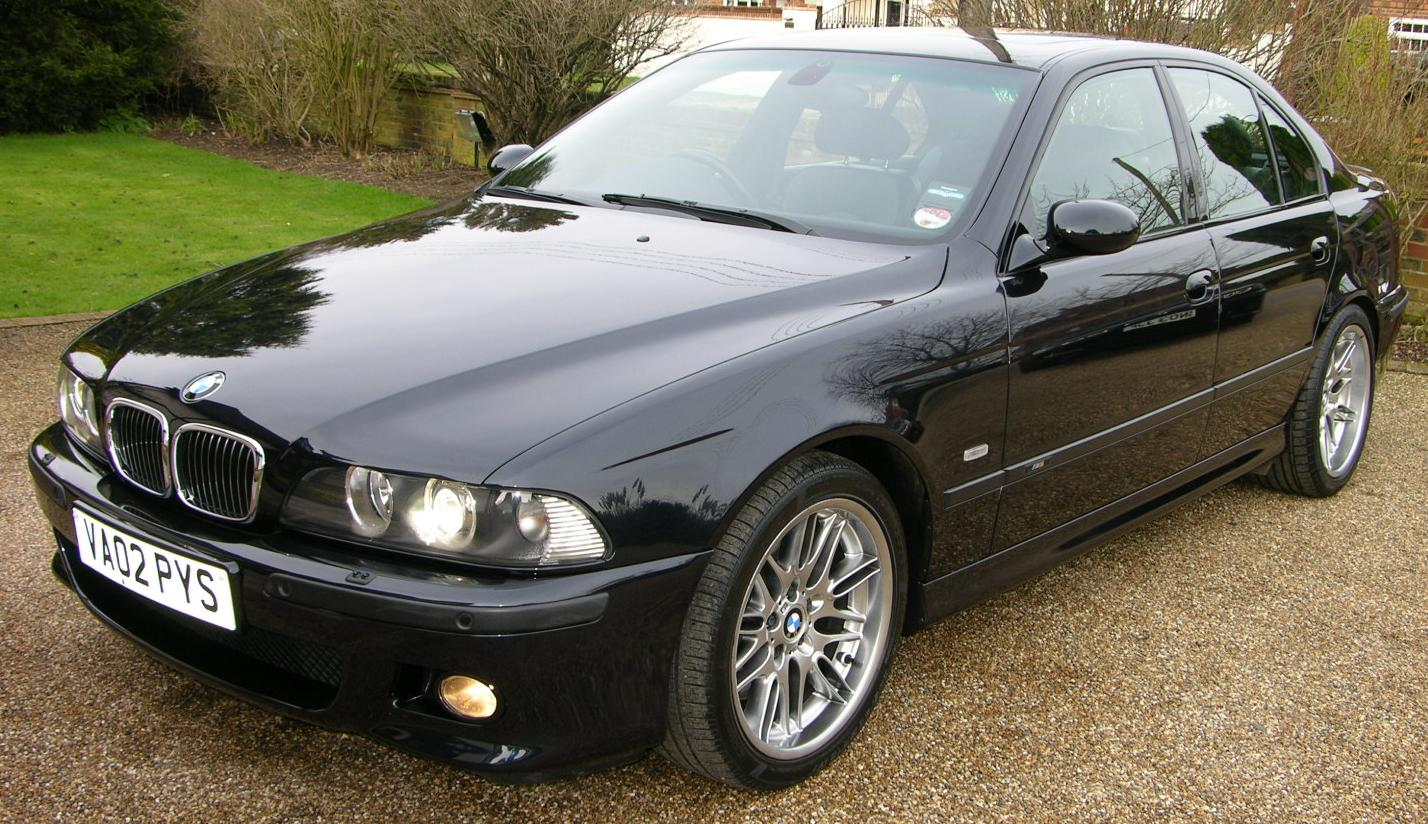
M5（後期型）

E39型M5は先代まで使用していた直列6気筒エンジンを採用せず、新開発のV型8気筒DOHCエンジンを搭載して馬力は400馬力の大台に乗った。トランスミッションは6速MTのみであった。外装は専用エアロパーツ、専用18インチアルミホイールで仕立てられ、内装はレザーであった。最高速度はリミッターで250km/hに制限されるが、解除することで295km/h以上の速度を出すことができた。
| グレード | 製造年          | エンジン     | 排気量  | 最高出力 |
| -------- | --------------- | ------------ | ------- | -------- |
| M5       | 1998年 - 2003年 | V型8気筒DOHC | 4,941cc | 400馬力  |

## 5代目（2003年 - 2010年）E60/E61

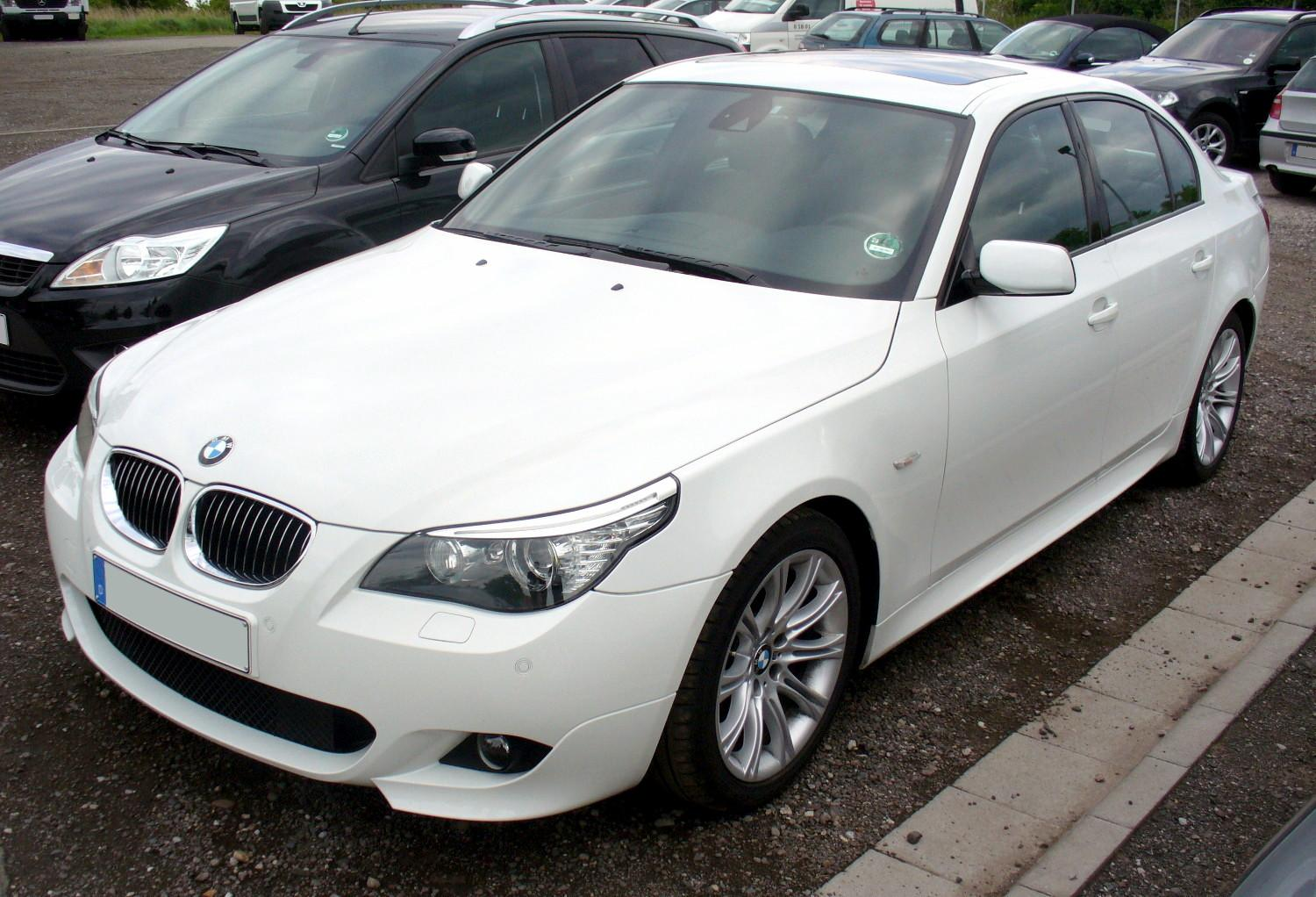
セダン（E60）

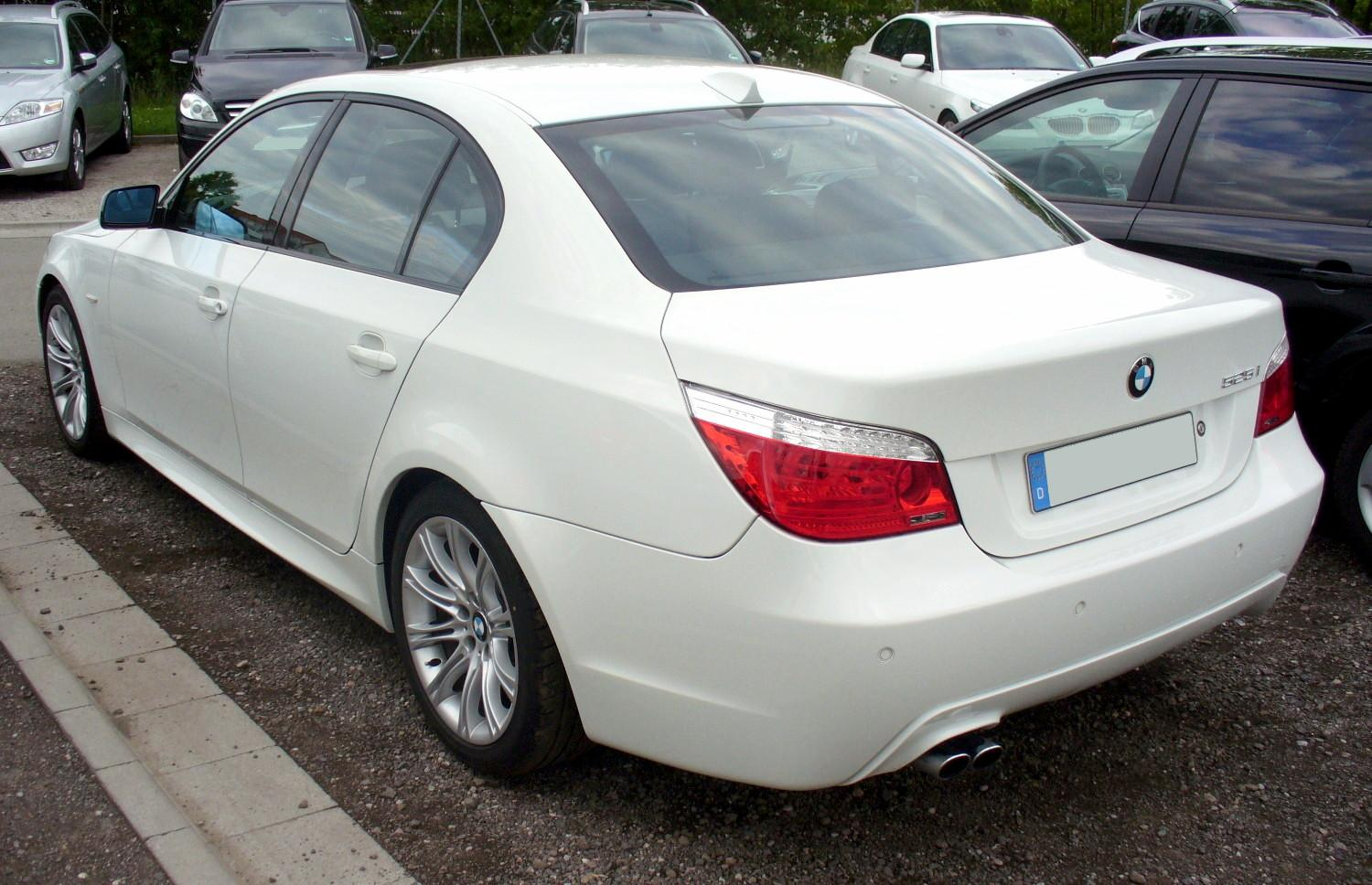
セダン（E60）

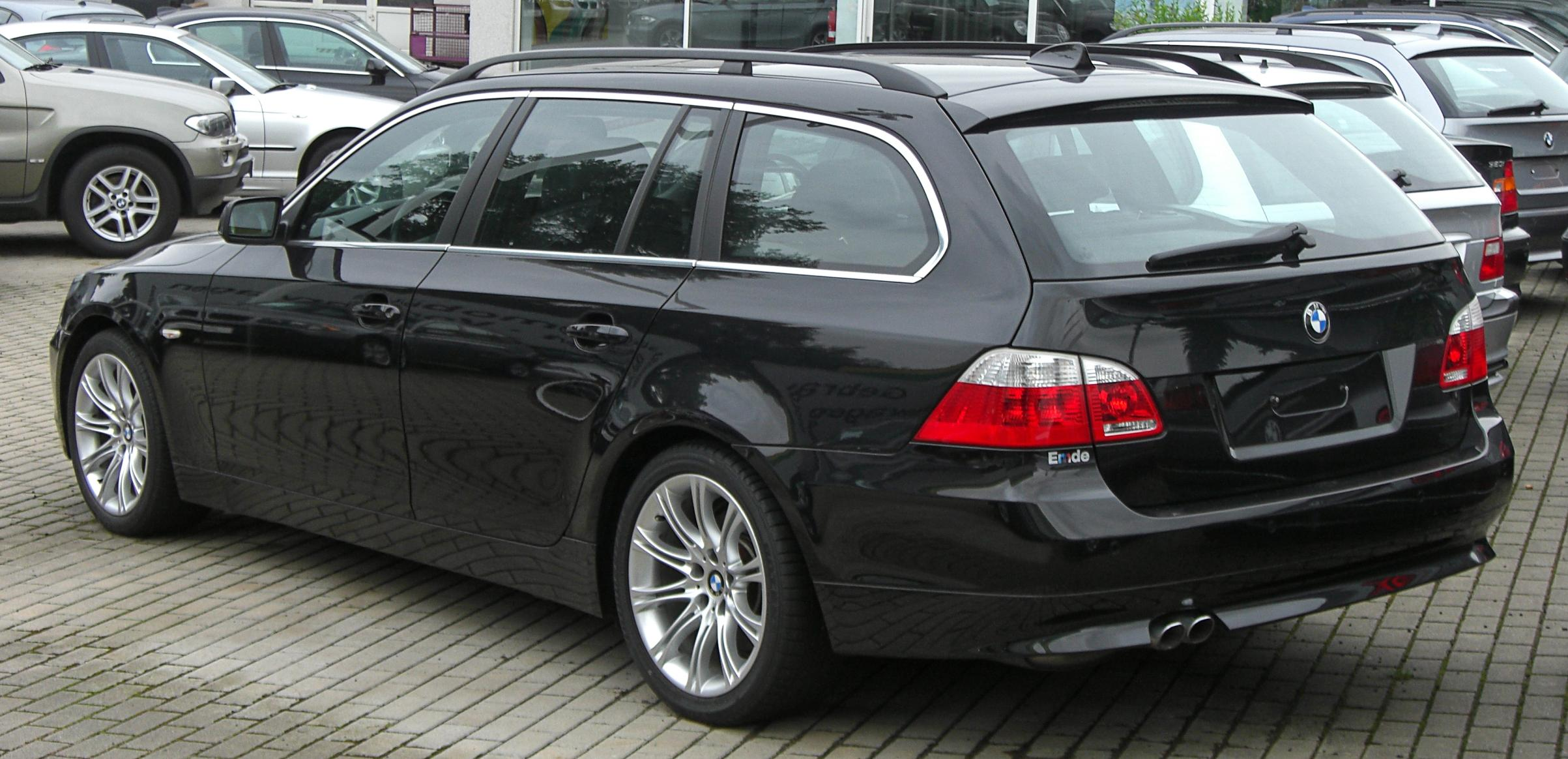
ツーリング（E61）

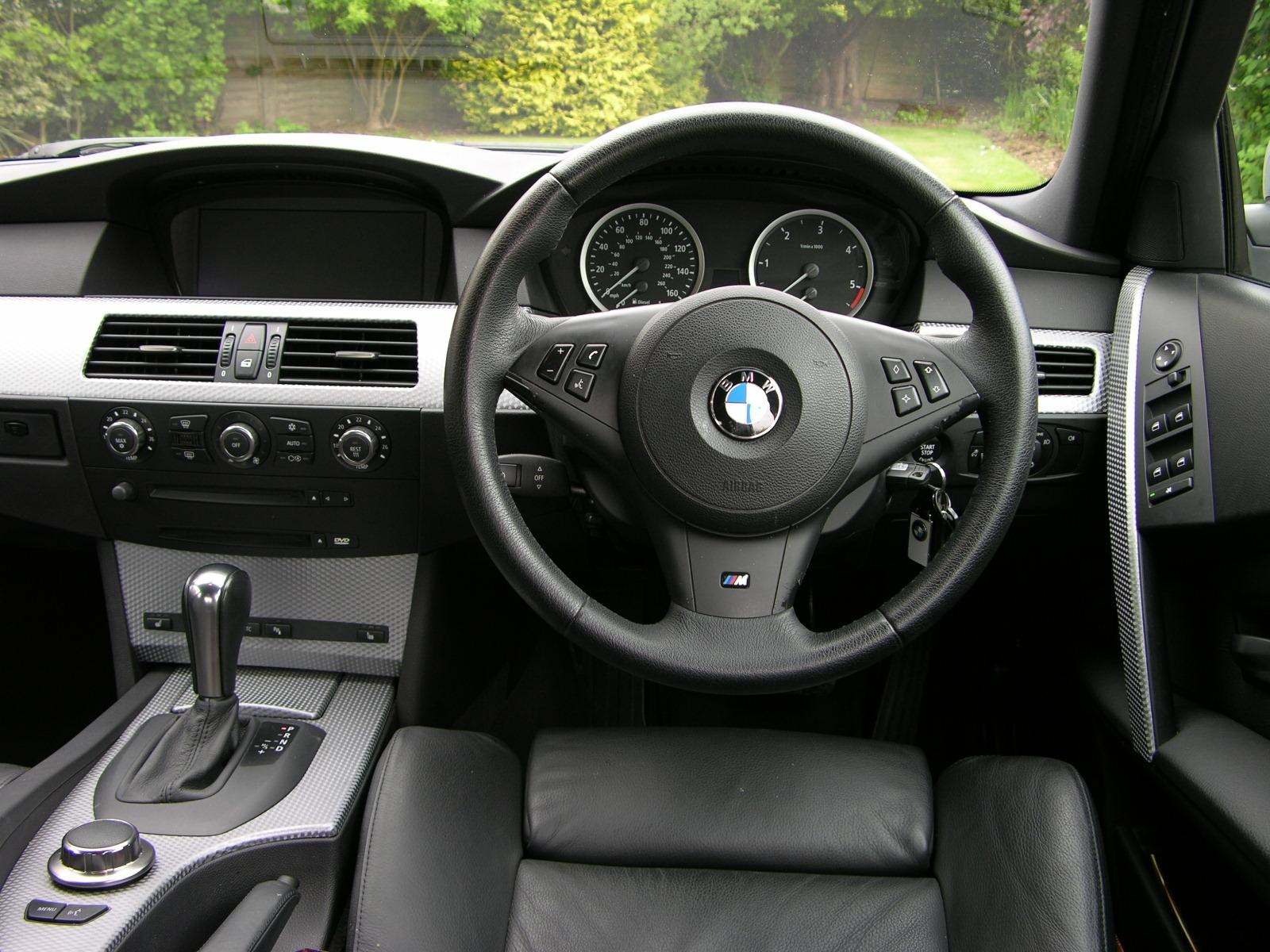
インテリア

E60はセダン、E61はツーリング（ワゴン）のモデルコードである。
先代に比べて車体寸法が拡大したが、重量増加を抑えるため、Aピラーよりも前はアルミニウム構造とされた。当初、搭載されたエンジンは、直列6気筒は先代モデルに搭載されていたもの（M54）を流用、V型8気筒はバルブトロニックを装備した新型であり、2.0L 4気筒エンジンやディーゼルエンジンも設定されていた。変速機はMTのほか、全てのエンジンに新しい6速ATが組み合わされた。
技術面では「アクティブステアリング」と呼ばれる、ステアリングギア比を走行速度によって変化させる可変ギアレシオ・パワーステアリングが搭載される。これには、横滑り防止機構と連動して自動的にカウンターステアを当てる機能も備わっていた。また「ダイナミックドライブ」と呼ばれるモーターとスタビライザーを組み合わせることによって、コーナリング中に左右のロールを抑え、乗り心地と操縦性を確保する機能も設定された。先行してリリースされたE65・7シリーズに続き、iDrive（アイドライブ）と呼ばれる、車内の快適装備を操作するためのコンピュータシステムも搭載された。
外観デザインは、エッジを多用するなどして、従来のBMWとは大きく異なったイメージのものであった。これには、賛否が分かれたものの、デザインを革新的なものにすることはBMW社内上層部による決定事項であり、オーナーであるクヴァント家もこの新しいデザインを強く支持していたという。このデザインはクリス・バングルが率いるBMW社内のデザインチームによるもので、実際に採用された作品はイタリア人デザイナーのダヴィデ・アルカンジェリ（Davide Arcandeli）によるものだった。ただし、ダヴィデは急性白血病により本モデルの発売前に死去している。

### 歴史
2005年にエンジンを一新。直列6気筒にはバルブトロニックが採用され、マグネシウム合金を用いての軽量化や、低燃費が試みられた。V型8気筒エンジンは、従来の4.4Lを拡大した4.8Lと4.0Lが追加された。同時期にヘッドアップディスプレイをオプション設定するとともに、特別に用意されたボディカラーや、インテリア素材でオーダーメイド可能なプログラム「BMWインディビデュアル」も開始された。
2007年にマイナーチェンジが行われた。フロントグリル、バンパー、ライト類の意匠変更のほか、トランスミッションも改良され、シフト時のタイムラグが従来の半分となった。530iはエンジンが変更され、出力が向上した。

### 日本での販売
2003年（平成15年）、セダンの販売が開始された。2004年、ワゴンの「ツーリング」と、パッケージオプションとして『Mスポーツ』仕様が追加された。販売された全てのモデルで変速機はATのみの設定であり、アクティブステアリングも標準装備として販売された。
| E60/E61（2003年 - 2007年） / E60LCI/E61LCI (2007年 - 2010年) | E60/E61（2003年 - 2007年） / E60LCI/E61LCI (2007年 - 2010年) | E60/E61（2003年 - 2007年） / E60LCI/E61LCI (2007年 - 2010年) | E60/E61（2003年 - 2007年） / E60LCI/E61LCI (2007年 - 2010年) | E60/E61（2003年 - 2007年） / E60LCI/E61LCI (2007年 - 2010年) | E60/E61（2003年 - 2007年） / E60LCI/E61LCI (2007年 - 2010年) | E60/E61（2003年 - 2007年） / E60LCI/E61LCI (2007年 - 2010年) | E60/E61（2003年 - 2007年） / E60LCI/E61LCI (2007年 - 2010年) |
| グレード                                                     | 型式                                                         | 排気量（cc）                                                 | エンジン                                                     | 最高出力（ps/rpm）                                           | 最大トルク（kgm/rpm）                                        | 変速機                                                       | 駆動方式                                                     |
| ------------------------------------------------------------ | ------------------------------------------------------------ | ------------------------------------------------------------ | ------------------------------------------------------------ | ------------------------------------------------------------ | ------------------------------------------------------------ | ------------------------------------------------------------ | ------------------------------------------------------------ |
| 525i（2003年 - 2005年） / 525iツーリング（2004年 - 2005年）  | M54B25                                                       | 2,493                                                        | 直列6気筒DOHC                                                | 192/6,000                                                    | 25.0/3,500                                                   | 6速AT                                                        | 後輪駆動                                                     |
| 525i/525iツーリング（2005年 - 2010年）                       | N52B25A                                                      | 2,496                                                        | 直列6気筒DOHC                                                | 218/6,500                                                    | 25.5/2,750-4,250                                             | 6速AT                                                        | 後輪駆動                                                     |
| 530i（2004年 - 2005年）                                      | M54B30                                                       | 2,979                                                        | 直列6気筒DOHC                                                | 231/5,900                                                    | 30.6/3,500                                                   | 6速AT                                                        | 後輪駆動                                                     |
| 530i/530iツーリング（2005年 - 2007年）                       | N52B30A                                                      | 2,996                                                        | 直列6気筒DOHC                                                | 258/6,600                                                    | 30.6/2,500-4,000                                             | 6速AT                                                        | 後輪駆動                                                     |
| 530i/530iツーリング（2007年 - 2010年）                       | N52B30A                                                      | 2,996                                                        | 直列6気筒DOHC                                                | 272/6,650                                                    | 30.6/2,750                                                   | 6速AT                                                        | 後輪駆動                                                     |
| 530xiツーリング（2007年 - 2010年）                           | N52B30A                                                      | 2,996                                                        | 直列6気筒DOHC                                                | 272/6,650                                                    | 30.6/2,750                                                   | 6速AT                                                        | 四輪駆動                                                     |
| 540i（2005年 - 2010年）                                      | N62B40A                                                      | 3,999                                                        | V型8気筒DOHC                                                 | 306/6,300                                                    | 39.8/3,500                                                   | 6速AT                                                        | 後輪駆動                                                     |
| 545i（2003年 - 2005年）                                      | N62B44A                                                      | 4,398                                                        | V型8気筒DOHC                                                 | 333/6,100                                                    | 45.9/3,600                                                   | 6速AT                                                        | 後輪駆動                                                     |
| 550i（2005年 - 2010年） / 550iツーリング（2006年 - 2010年）  | N62B48B                                                      | 4,798                                                        | V型8気筒DOHC                                                 | 367/6,300                                                    | 50.0/3,400                                                   | 6速AT                                                        | 後輪駆動                                                     |

#### M5

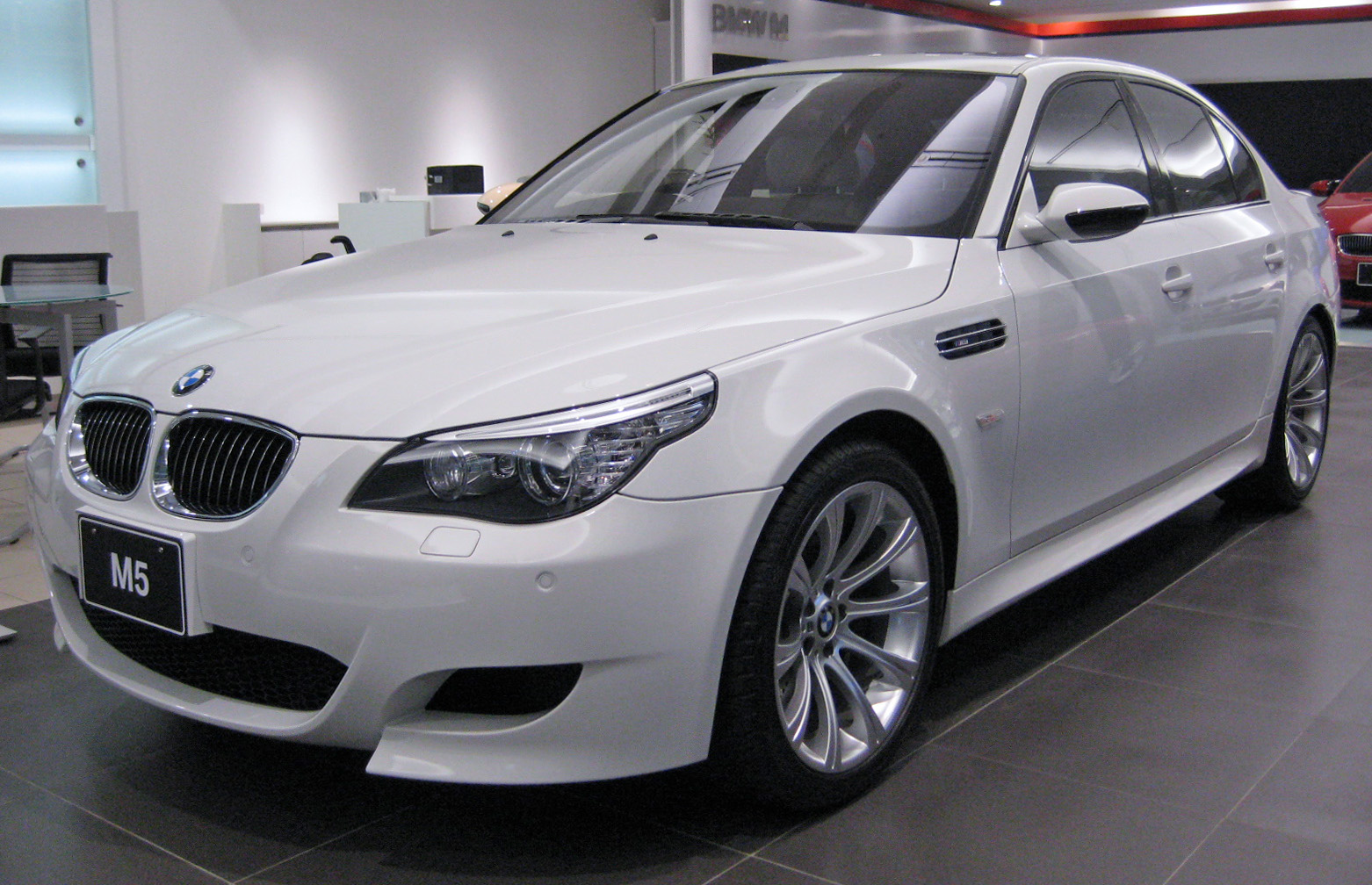
M5（E60）

M5として第4世代に相当するE60型・M5は、F1技術のフィードバックによる新開発のV型10気筒DOHCエンジンを搭載する。馬力は、先代の400馬力から、さらに107馬力向上した507馬力を発揮する。この507という数字は、幻のロードスター「BMW 507」をリスペクトした結果、とも言われている。ただし、常時507馬力モードというわけではなく、始動時はエンジン保護の理由から400馬力モードであるが、「P500」と「P500S」モードを選択することで、507馬力を発生する。
ハンドルに備わるMボタンでは「シフトスピード」、「エンジンマネージメント」、「EDC」などのセッティング内容を割り当てることができ、Mボタンを押すことで、瞬時にそのセットアップを呼び出すことができる。また、いわゆる隠しモードも存在し、DSCオフ状態でエンジンマネージメントを「P500Sモード」とすることにより、最高シフトスピードが元来の「5」から「6」に変更可能となる。運転席側フロントガラスにエンジン回転数、速度、ナビメッセージなどを映し出すヘッドアップディスプレイも備え、F1パイロットのような気分も味わえる。
変速機は、油圧によりクラッチを作動させる、2ペダルMTのセミオートマチックトランスミッション「7速SMG」を搭載する。米国仕様では7速SMGと6速MTが選択できるが、日本仕様はSMGのみ。さらに、スタートアシスト機能も加わる。0-100km加速は4.7秒。
外装には専用エアロパーツを装備し、フロントフェンダーにはエア・アウトレットが空いているが、機能上の放熱効果はない。リヤのMスポイラーは、日本では標準装備だが海外では選択制。足回りには専用19インチアルミホイールが装備されるが、オプションでM6用ホイールも選択でき、リヤのオフセットが張り出していることもありマニア間ではM6ホイールも人気である。M5、M6ホイールのどちらもBBS製。
速度リミッターは、メーター読み270km/hで作動する。欧州にはワゴン仕様・M5ツーリングも存在するが、日本国内には正規輸入されていない。また製造台数もセダンが1万5000台以上製造されたのに対して、ツーリングは1028台のみの製造と、大変稀少である。
| E60（2004年 - 2007年） / E60LCI（2007年 - 2010年） | E60（2004年 - 2007年） / E60LCI（2007年 - 2010年） | E60（2004年 - 2007年） / E60LCI（2007年 - 2010年） | E60（2004年 - 2007年） / E60LCI（2007年 - 2010年） | E60（2004年 - 2007年） / E60LCI（2007年 - 2010年） | E60（2004年 - 2007年） / E60LCI（2007年 - 2010年） | E60（2004年 - 2007年） / E60LCI（2007年 - 2010年） | E60（2004年 - 2007年） / E60LCI（2007年 - 2010年） |
| グレード                                           | 型式                                               | 排気量（cc）                                       | エンジン                                           | 最高出力（ps/rpm）                                 | 最大トルク（kgm/rpm）                              | 変速機                                             | 駆動方式                                           |
| -------------------------------------------------- | -------------------------------------------------- | -------------------------------------------------- | -------------------------------------------------- | -------------------------------------------------- | -------------------------------------------------- | -------------------------------------------------- | -------------------------------------------------- |
| M5                                                 | S85B50A                                            | 4,999                                              | V型10気筒DOHC                                      | 507/7,750                                          | 53.0/6,100                                         | 7速SMG                                             | 後輪駆動                                           |

## 6代目（2009年 - 2017年）F07/F10/F11

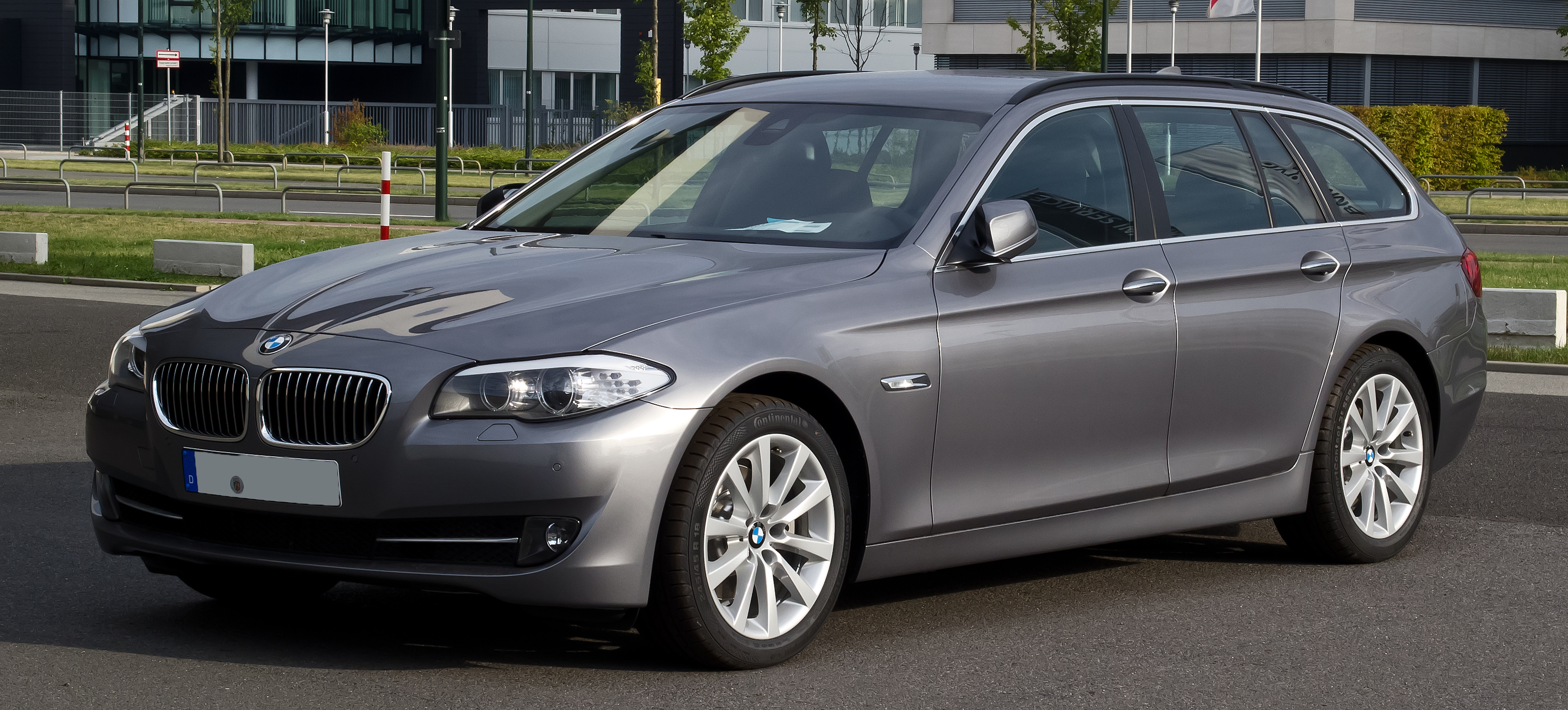
ツーリング（F11）前期型

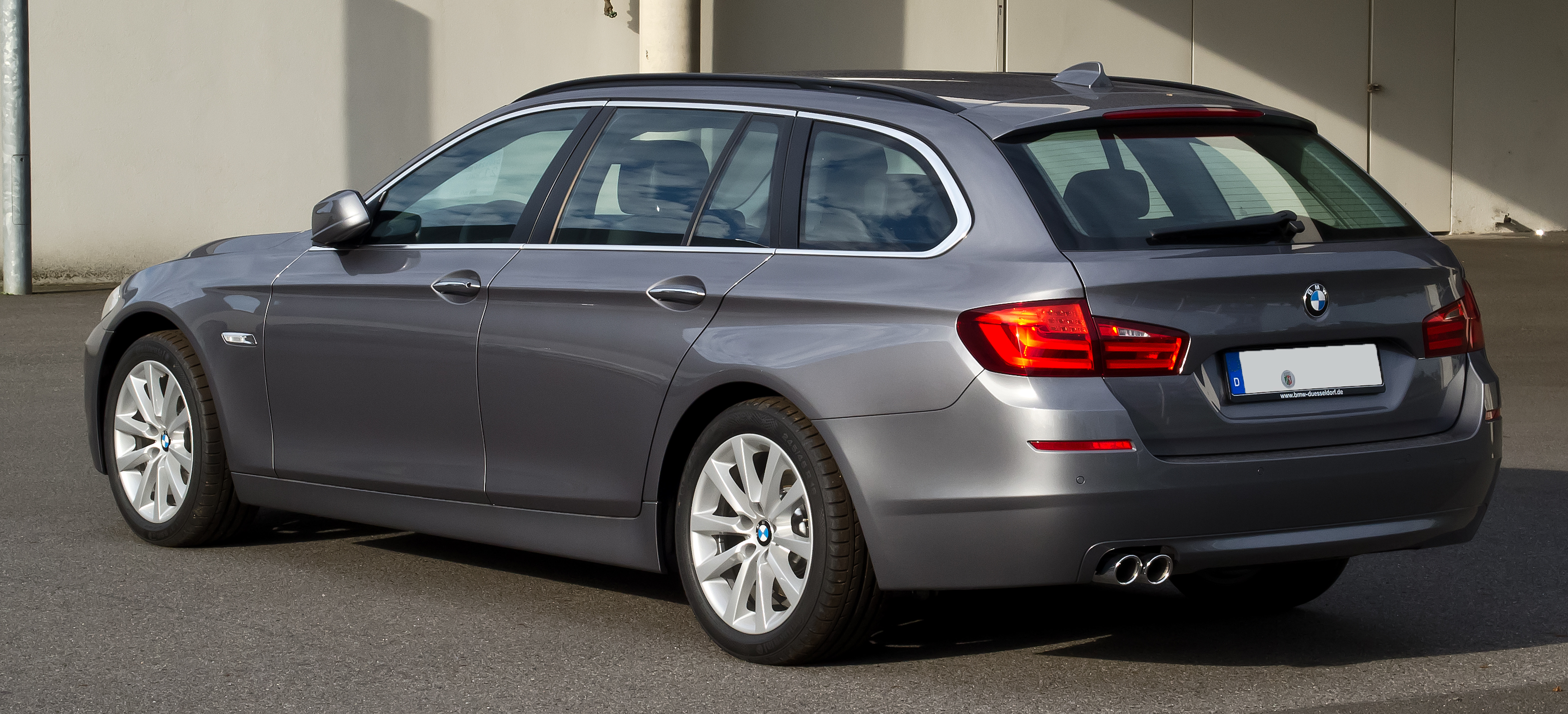
ツーリング（F11）前期型

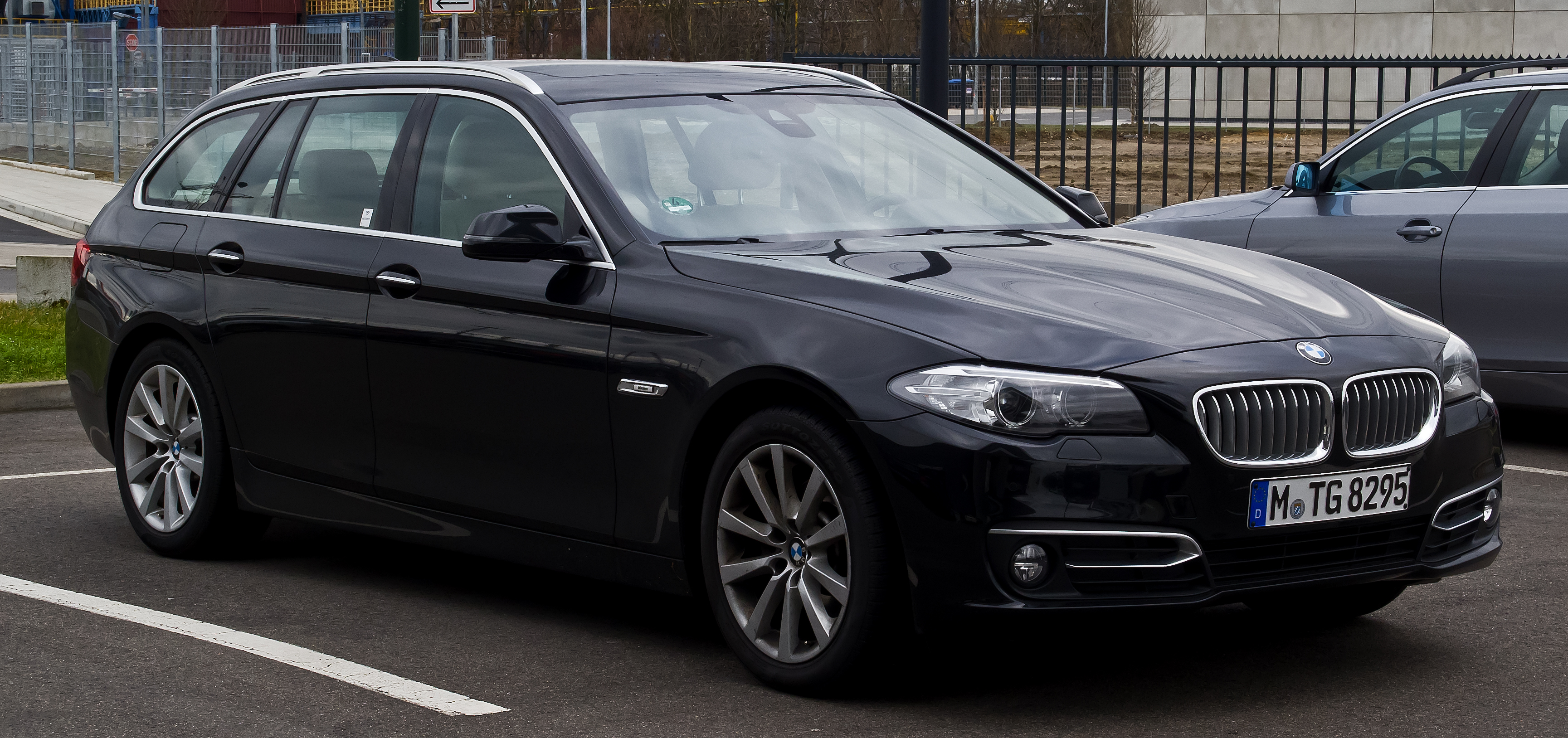
ツーリング（F11）後期型・LCI

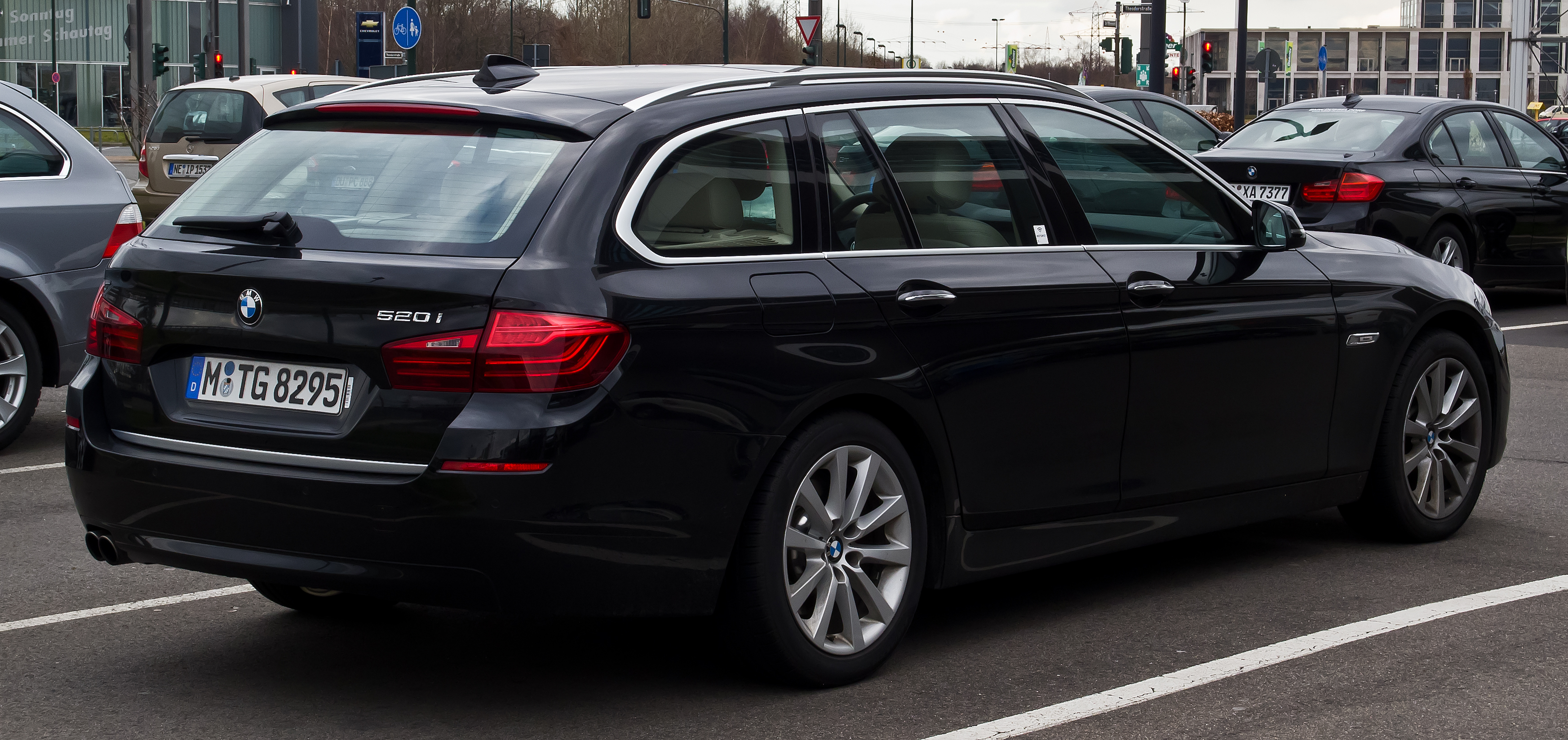
ツーリング（F11）後期型・LCI

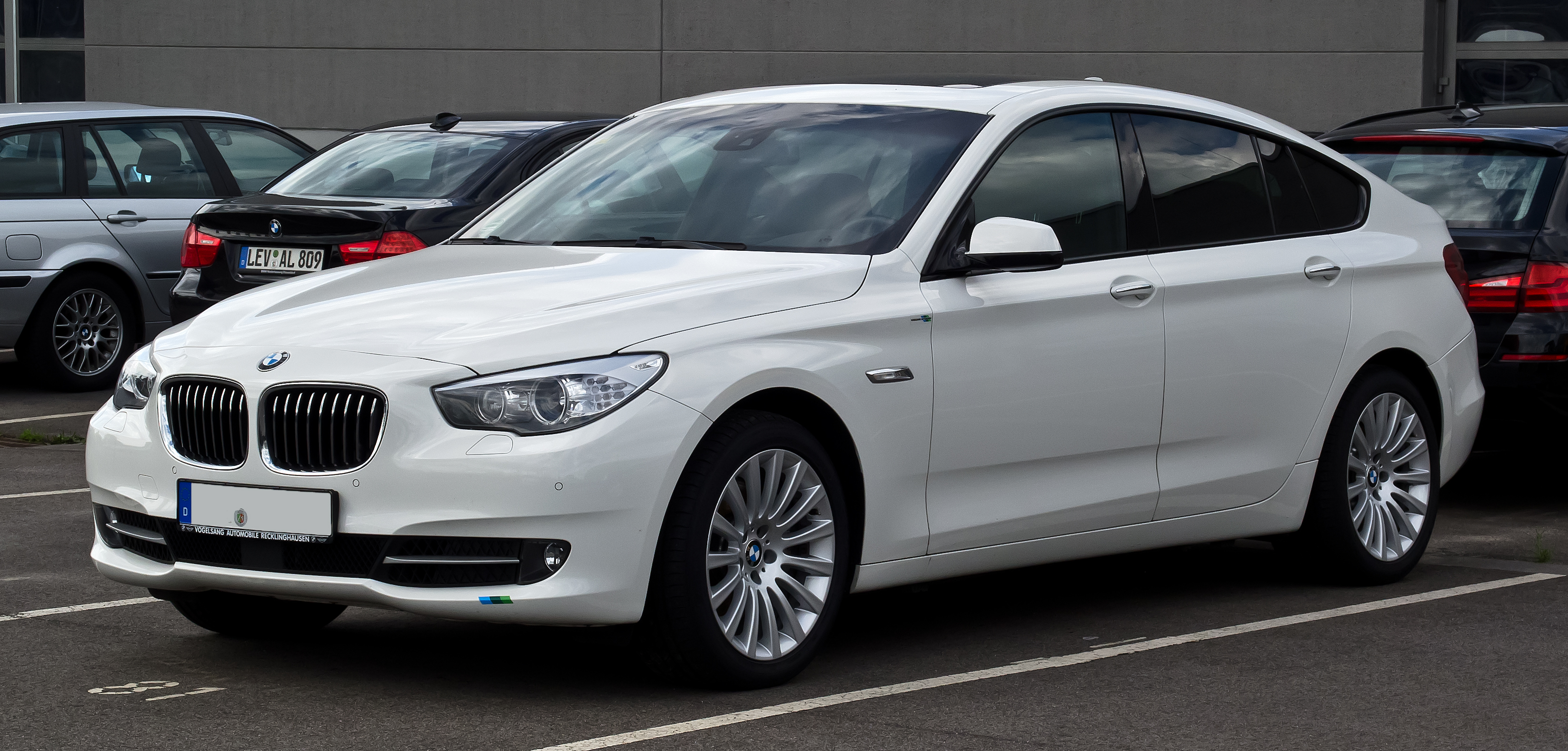
グランツーリスモ（F07）前期型

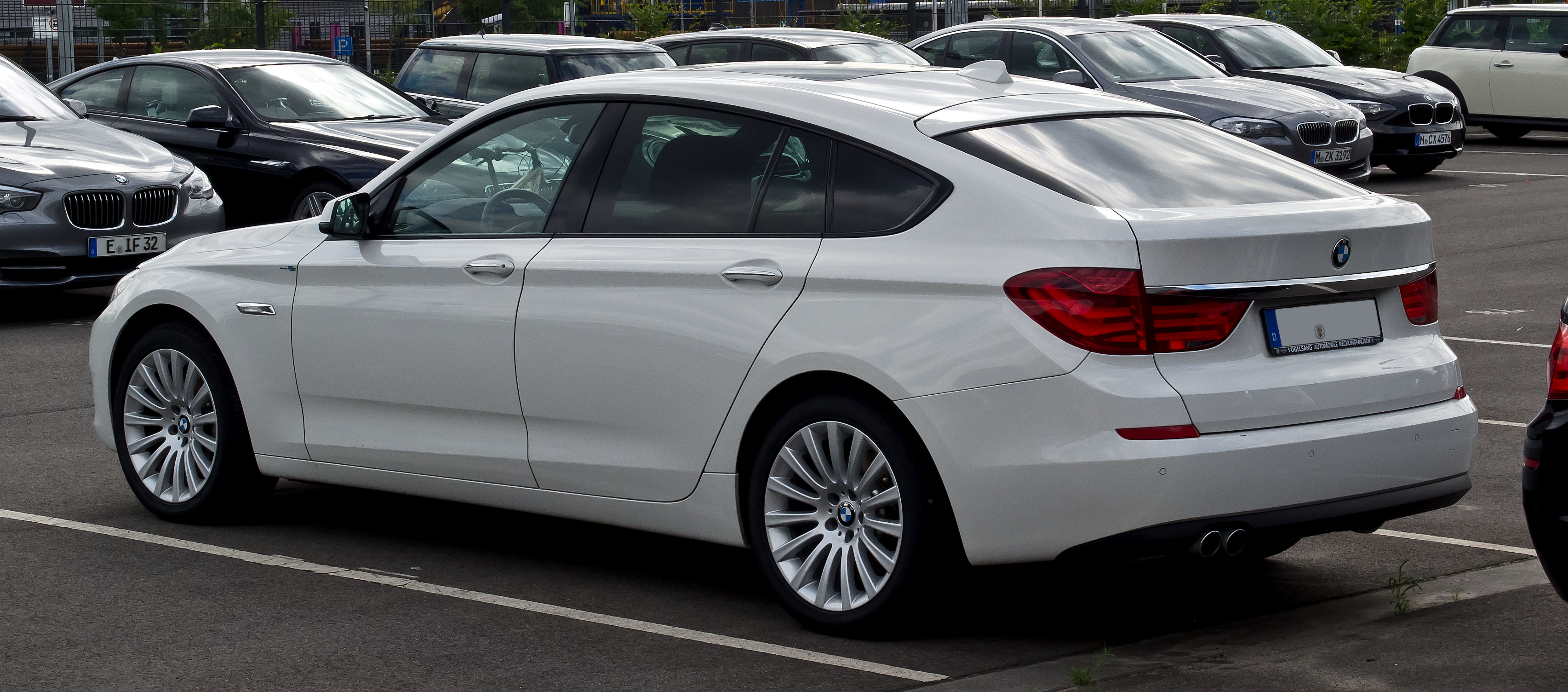
グランツーリスモ（F07）前期型

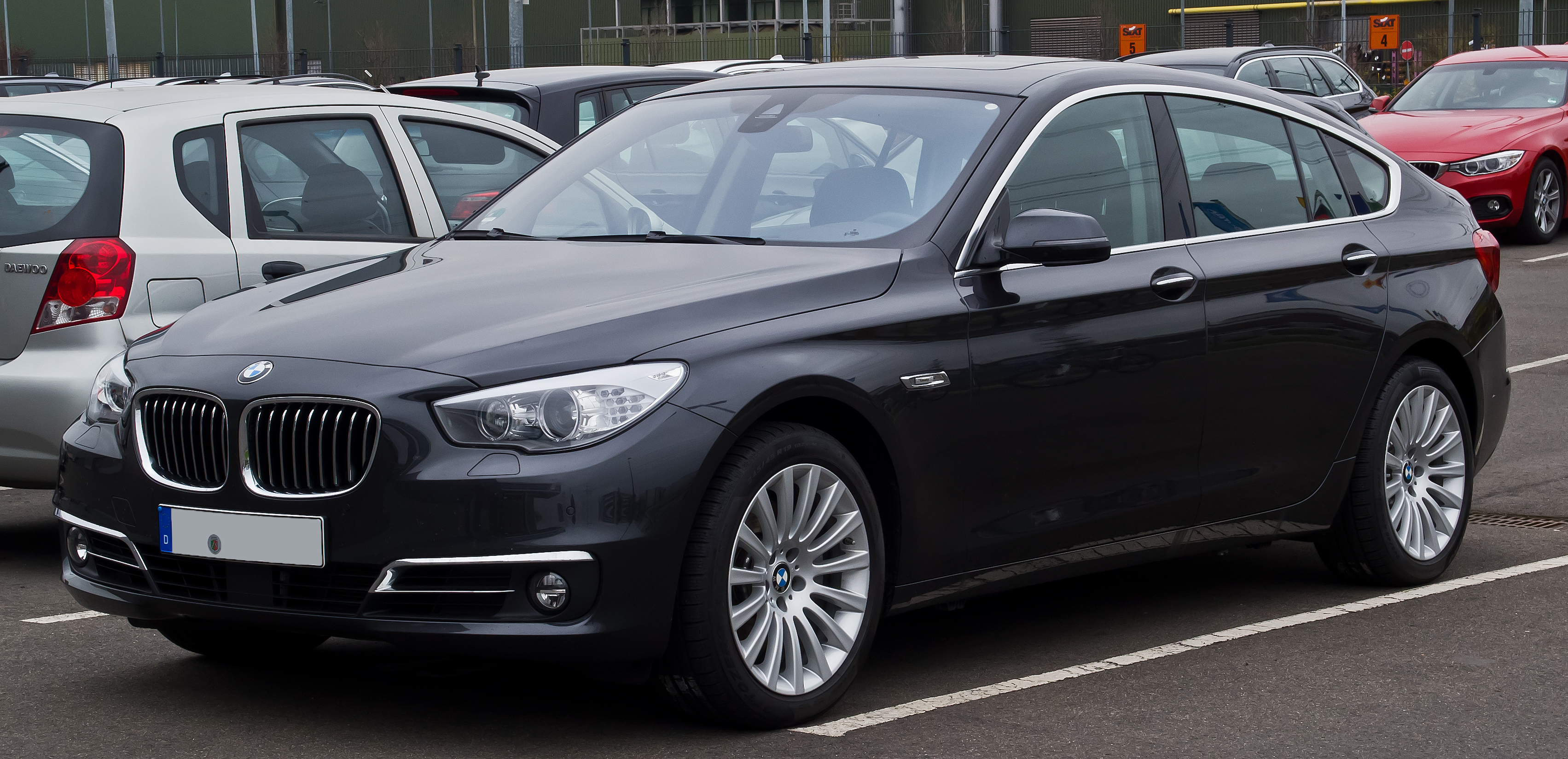
グランツーリスモ（F07）後期型・LCI

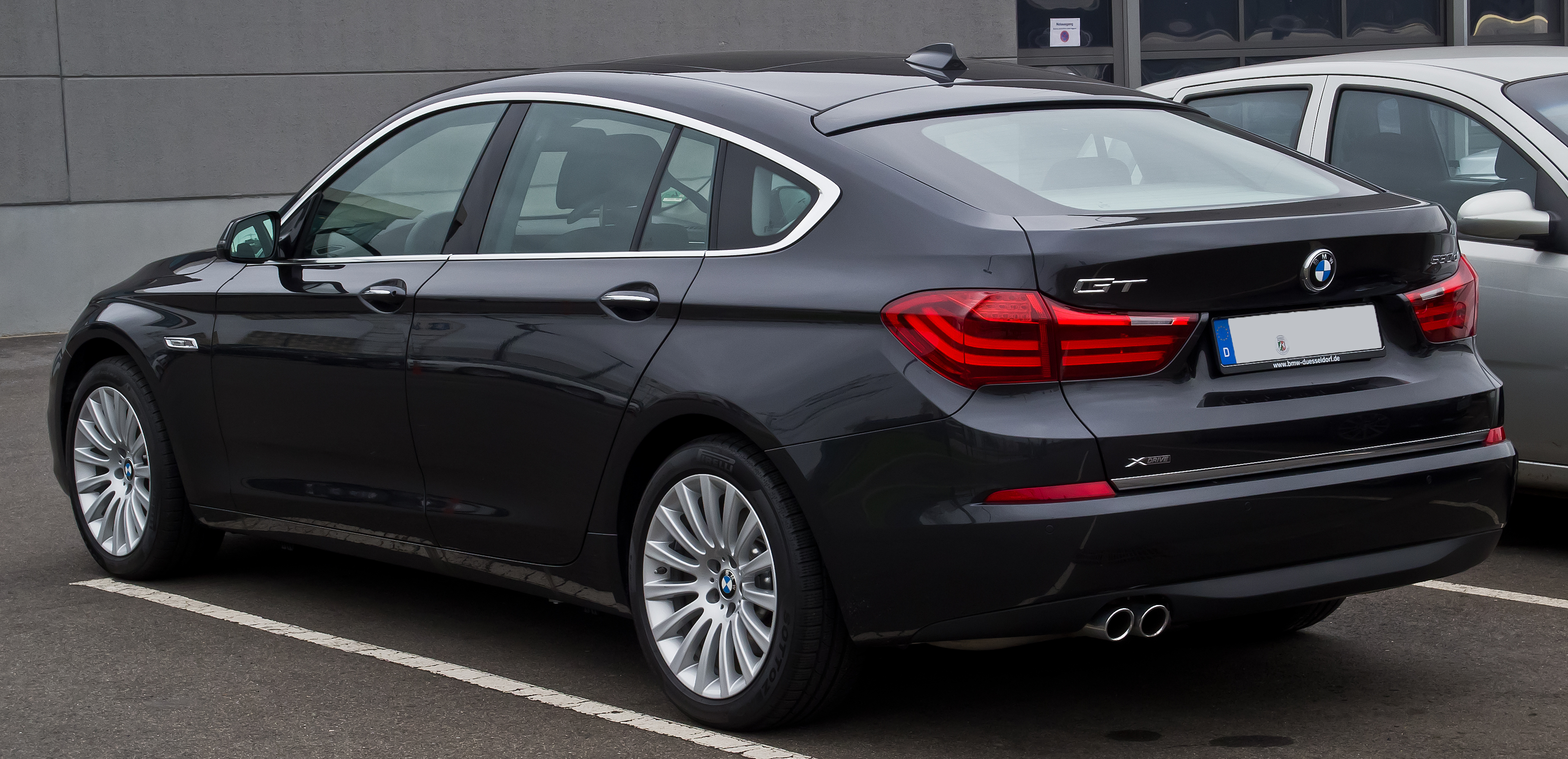
グランツーリスモ（F07）後期型・LCI

- 2009年2月に「Concept 5 Series Gran Turismo」が発表され、2009年3月に開催されたジュネーブモーターショーで初披露された。同社製セダンのスポーティーなルックスやグランドツーリングカーとしての性能と、SUVの使い勝手を融合させたもの としている。2段階に開くリアハッチが特徴で、5ドアハッチバックのようにリアウインドウごと開けたり、バンパー上端からリアウインドウ下端までだけを開いて、4ドアセダンのトランクルームのように使ったりできるとしている[6]。
- 2009年5月22日、「Concept 5 Series Gran Truismo」の市販モデルとなる「5シリーズグランツーリスモ（=GT、F07）が発表された。コンセプトモデルと同様、2段階に開くテールゲートを採用し、エンジンはガソリンが2機種、ディーゼルが1機種用意されるとアナウンスされた。サッシュレスドアを採用している。
- 2009年11月26日、日本市場向けにGTが発表された[7]。発売当初は「535i」「550i」の2つのモデルが用意された。
- 2010年3月の開催されたジュネーブモーターショーにおいて、新型「5シリーズ（F10）」が初披露されるとともに、同車のハイブリッドモデル「コンセプト5シリーズ アクティブハイブリッド」が展示された[8]。コンポーネントをF01型7シリーズと共用しており、車体は先代よりさらに拡大された。また7シリーズと同様にエネルギー回生システムを取り入れており、減速時に発電機を回してバッテリーへの充電を行い、燃費の改善に役立てている。足回りは四輪操舵システムであるインテグレイテッド･アクティブ･ステアリングを装備するほか、エンジンの出力特性や変速パターンを変更する「ダイナミック・ドライビング・コントロール」を標準装備。下位グレードではオプションとなるが、伸び・縮み両方のダンピングレートを可変する「ダイナミック・ダンピング・コントロール」、ダイナミック・ドライブとダイナミック・タンピングを統合制御しアクティブ・スタビライザーを備える「アダプティブ・ドライブ」なども用意されている。
- 2010年3月13日、ツーリング（F11）が発表された[9]。Bピラーまではセダンと共通、Bピラーから後方はツーリング専用設計としている。
- 2010年3月25日、セダン（F10）が国内発表された[10]。当初は3.0直列6気筒エンジン搭載の「528i」と「535i」、4.4L V型8気筒エンジン搭載の「550i」の計3モデルが用意され、7月には2.5L直列6気筒エンジンを搭載する「523i」が追加された[11]。この「550i」に搭載されたBMW・N63エンジン(N63B44A)には欠陥があり、エンジンブローが多発することになった。2012年以降の「550i」には改良型のN63B44Bが搭載される。
- 2010年4月、北京モーターショーにおいて中国向けに5シリーズのロングホイールベースモデル（F18）を発表[12]。ホイールベースが140mm延長されている。
- 2010年8月4日、GTに4WDモデルである「550i GT xDrive」が追加された。「550i」と同様にN63B44Aを搭載した。
- 2010年9月、ツーリング（F11）が日本で発売された[13]。直列6気筒エンジン搭載の「523i」「528i」「535i」がラインナップされた。
- 2011年10月17日、523iのエンジンを従来の2.5L直列6気筒から新開発の2.0L直列4気筒ターボに切り替えることが発表された[14]。
- 2011年10月26日、「535i xDrive ツーリング」「550i ツーリング」を追加[15]。
- 2011年11月28日、528iのエンジンを従来の3.0L直列6気筒から新開発の2.0L直列4気筒ターボに切り替えることが発表された[16]。
- 2012年3月22日、ハイブリッドモデルである「ActiveHybrid 5」を国内投入[17]。
- 2012年8月29日、ディーゼルエンジンを搭載した「523d BluePerformance」を追加[18]。ポスト新長期規制に対応している。
- 2012年9月12日、550i GTのエンジンを改良。最高出力及び最大トルクを約10%向上させた[19]。「550i GT xDrive」は廃止された。
- 2013年5月、本国においてフェイスリフトモデル（F07LCI/F10LCI/F11LCI）の概要が発表された。グリルやライト周りが変更されたほか、サイドターンインジケータがサイドミラーに移設された。また、550iはエンジンの出力が向上した。
- 2013年9月12日、日本向けにフェイスリフトモデルが発表された[20]。

### 日本での販売
| F07（2009年 - 2013年） / F07 LCI（2013年 - 2017年） | F07（2009年 - 2013年） / F07 LCI（2013年 - 2017年） | F07（2009年 - 2013年） / F07 LCI（2013年 - 2017年） | F07（2009年 - 2013年） / F07 LCI（2013年 - 2017年） | F07（2009年 - 2013年） / F07 LCI（2013年 - 2017年） | F07（2009年 - 2013年） / F07 LCI（2013年 - 2017年） | F07（2009年 - 2013年） / F07 LCI（2013年 - 2017年） | F07（2009年 - 2013年） / F07 LCI（2013年 - 2017年） |
| グレード                                            | 型式                                                | 排気量（cc）                                        | エンジン                                            | 最高出力（ps/rpm）                                  | 最大トルク（kgm/rpm）                               | 変速機                                              | 駆動方式                                            |
| --------------------------------------------------- | --------------------------------------------------- | --------------------------------------------------- | --------------------------------------------------- | --------------------------------------------------- | --------------------------------------------------- | --------------------------------------------------- | --------------------------------------------------- |
| 528i（2013年 - ）                                   | N20B20A                                             | 1,997                                               | 直列4気筒DOHCターボ                                 | 245/5,000                                           | 35.7/1,250–4,800                                    | 8速AT                                               | 後輪駆動                                            |
| 535i（2009年 - 2013年）                             | N55B30A                                             | 2,979                                               | 直列6気筒DOHCターボ                                 | 306/5,800                                           | 40.8/1,200–5,000                                    | 8速AT                                               | 後輪駆動                                            |
| 550i（2009年 - 2012年）                             | N63B44A                                             | 4,394                                               | V型8気筒DOHCツインターボ                            | 407/5,500–6,400                                     | 61.2/1,750–4,500                                    | 8速AT                                               | 後輪駆動                                            |
| 550i（2012年 - ）                                   | N63B44B                                             | 4,394                                               | V型8気筒DOHCツインターボ                            | 450/5,500                                           | 66.3/2,000–4,500                                    | 8速AT                                               | 後輪駆動                                            |
| 550i xDrive（2010年 - 2012年）                      | N63B44A                                             | 4,394                                               | V型8気筒DOHCツインターボ                            | 407/5,500–6,400                                     | 61.2/1,750–4,500                                    | 8速AT                                               | 四輪駆動                                            |

| F10/F11（2010年 - 2013年） / F10 LCI/F11 LCI（2013年 - 2017年） | F10/F11（2010年 - 2013年） / F10 LCI/F11 LCI（2013年 - 2017年） | F10/F11（2010年 - 2013年） / F10 LCI/F11 LCI（2013年 - 2017年） | F10/F11（2010年 - 2013年） / F10 LCI/F11 LCI（2013年 - 2017年） | F10/F11（2010年 - 2013年） / F10 LCI/F11 LCI（2013年 - 2017年） | F10/F11（2010年 - 2013年） / F10 LCI/F11 LCI（2013年 - 2017年） | F10/F11（2010年 - 2013年） / F10 LCI/F11 LCI（2013年 - 2017年） | F10/F11（2010年 - 2013年） / F10 LCI/F11 LCI（2013年 - 2017年） |
| グレード                                                        | 型式                                                            | 排気量（cc）                                                    | エンジン                                                        | 最高出力（ps/rpm）                                              | 最大トルク（kgm/rpm）                                           | 変速機                                                          | 駆動方式                                                        |
| --------------------------------------------------------------- | --------------------------------------------------------------- | --------------------------------------------------------------- | --------------------------------------------------------------- | --------------------------------------------------------------- | --------------------------------------------------------------- | --------------------------------------------------------------- | --------------------------------------------------------------- |
| 523i/523iツーリング（2010年 - 2011年）                          | N52B25A                                                         | 2,496                                                           | 直列6気筒DOHC                                                   | 204/6,300                                                       | 27.6/2,750–3,000                                                | 8速AT                                                           | 後輪駆動                                                        |
| 523i/523iツーリング（2011年 - ）                                | N20B20B                                                         | 1,997                                                           | 直列4気筒DOHCターボ                                             | 184/5,000                                                       | 27.5/1,250–4,500                                                | 8速AT                                                           | 後輪駆動                                                        |
| 523d/523dツーリング（2012年 - ）                                | N47D20C                                                         | 1,995                                                           | 直列4気筒DOHCディーゼルターボ                                   | 184/4,000                                                       | 38.7/1,750–2,700                                                | 8速AT                                                           | 後輪駆動                                                        |
| 528i/528iツーリング（2010年 - 2011年）                          | N52B30A                                                         | 2,996                                                           | 直列6気筒DOHC                                                   | 258/6,600                                                       | 31.6/2,600–3,000                                                | 8速AT                                                           | 後輪駆動                                                        |
| 528i/528iツーリング（2011年 - ）                                | N20B20A                                                         | 1,997                                                           | 直列4気筒DOHCターボ                                             | 245/5,000                                                       | 35.7/1,250–4,800                                                | 8速AT                                                           | 後輪駆動                                                        |
| 535i/535iツーリング（2010年 - ）                                | N55B30A                                                         | 2,979                                                           | 直列6気筒DOHCターボ                                             | 306/5,800                                                       | 40.8/1,200-5,000                                                | 8速AT                                                           | 後輪駆動                                                        |
| 535i xDriveツーリング（2011年 - ）                              | N55B30A                                                         | 2,979                                                           | 直列6気筒DOHCターボ                                             | 306/5,800                                                       | 40.8/1,200-5,000                                                | 8速AT                                                           | 四輪駆動                                                        |
| 550i（2010年 - 2013年） / 550iツーリング（2011年 - 2013年）     | N63B44A                                                         | 4,394                                                           | V型8気筒DOHCツインターボ                                        | 407/5,500–6,400                                                 | 61.2/1,750–4,500                                                | 8速AT                                                           | 後輪駆動                                                        |
| 550i（2013年 -） / 550iツーリング（2013年 - 2014年）            | N63B44B                                                         | 4,394                                                           | V型8気筒DOHCツインターボ                                        | 450/5,500                                                       | 66.3/2,000–4,500                                                | 8速AT                                                           | 後輪駆動                                                        |
| ActiveHybrid 5（2012年 - ）                                     | N55B30A-M230                                                    | 2,979                                                           | 直列6気筒DOHCターボ                                             | 306/5,800 （システムトータル：340）                             | 40.8/1,200–5,000 （システムトータル：45.9）                     | 8速AT                                                           | 後輪駆動                                                        |

#### M5

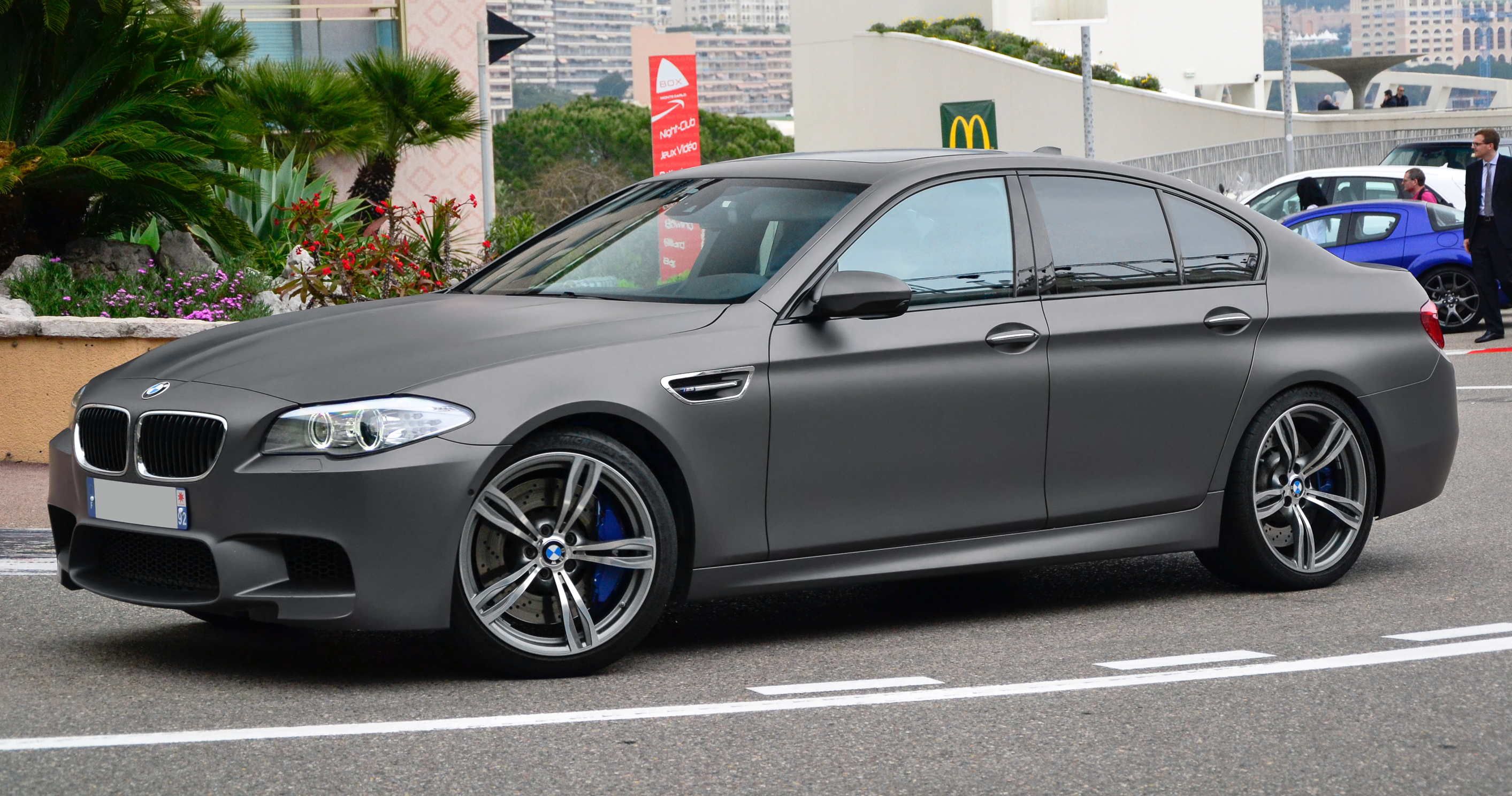
M5（F10）前期型

2011年、F10型のM5を発表した。4.4LのV8気筒にツインターボを搭載。M5専用のフロントエアインテーク、ディフューザー、4本出しマフラーを装備。DCTが組み合わされ、後輪駆動となる。最高出力は560PSを発揮し、パワーウエイトレシオは3.3kg/PS。0-100km/h加速は4.3秒。サイズは4910×1891×1456mm、重量は1980kg（仕様による）、価格は1495-1566万円だった。右ハンドル・左ハンドルの双方が輸入された。発光リングを備えたアダプティブLEDヘッドライトが標準装備された。走行性能を更に向上させる「コンペティション・パッケージ」がオプションで用意された。5シリーズ550iやX5 M/X6 Mと異なり、発売が2011年であったため、問題があったS63B44O0は搭載されず、改良型のS63B44T0が搭載された。
2013年には特別仕様車「ナイトホーク（Nighthawk）」が10台限定で発売された。2013年8月30日までの予約で受注が行われた。チューニングにより、通常モデルより15馬力向上した575馬力を発揮するエンジンを搭載し、0-100km/h加速は0.1秒の短縮を果たした4.2秒であった。サスペンションとステアリングには専用チューニングが行われ、ブレーキにはMカーボン・セラミック・ブレーキ・システムを標準装備された。エクステリアは黒を基調とした専用塗装が施された。左ハンドルのみが用意された。価格は1820万円。
| F10（2011年 - 2013年） / F10 LCI（2013年 - 2017年） | F10（2011年 - 2013年） / F10 LCI（2013年 - 2017年） | F10（2011年 - 2013年） / F10 LCI（2013年 - 2017年） | F10（2011年 - 2013年） / F10 LCI（2013年 - 2017年） | F10（2011年 - 2013年） / F10 LCI（2013年 - 2017年） | F10（2011年 - 2013年） / F10 LCI（2013年 - 2017年） | F10（2011年 - 2013年） / F10 LCI（2013年 - 2017年） | F10（2011年 - 2013年） / F10 LCI（2013年 - 2017年） |
| グレード                                            | 型式                                                | 排気量（cc）                                        | エンジン                                            | 最高出力（ps/rpm）                                  | 最大トルク（kgm/rpm）                               | 変速機                                              | 駆動方式                                            |
| --------------------------------------------------- | --------------------------------------------------- | --------------------------------------------------- | --------------------------------------------------- | --------------------------------------------------- | --------------------------------------------------- | --------------------------------------------------- | --------------------------------------------------- |
| M5                                                  | S63B44B                                             | 4,394                                               | V型8気筒DOHCツインターボ                            | 560/6,000                                           | 69.3/1,500-5,750                                    | 7速DCT                                              | 後輪駆動                                            |

## 7代目（2016年 - 2024年）G30/G31/F90

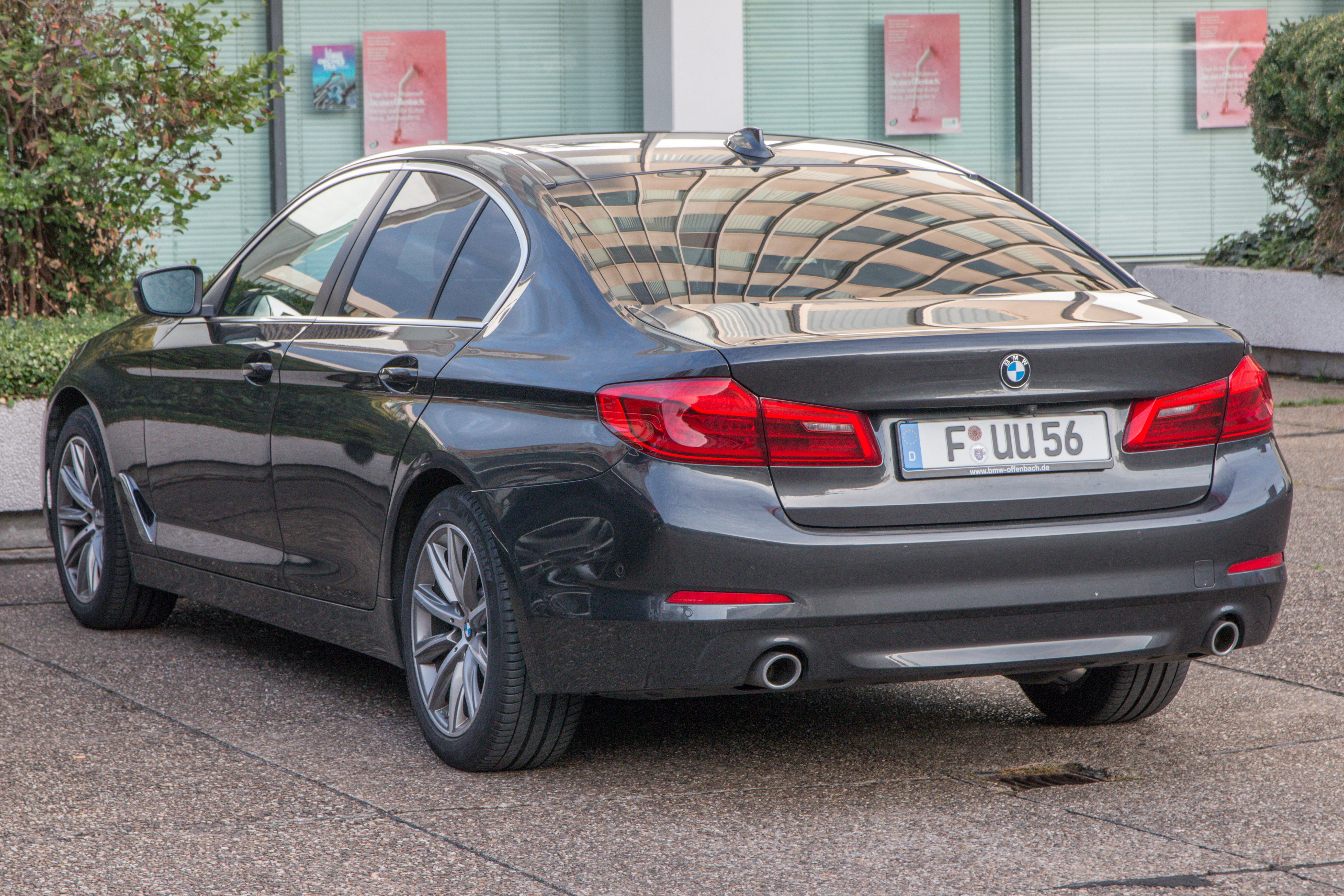
セダン（G30）前期型

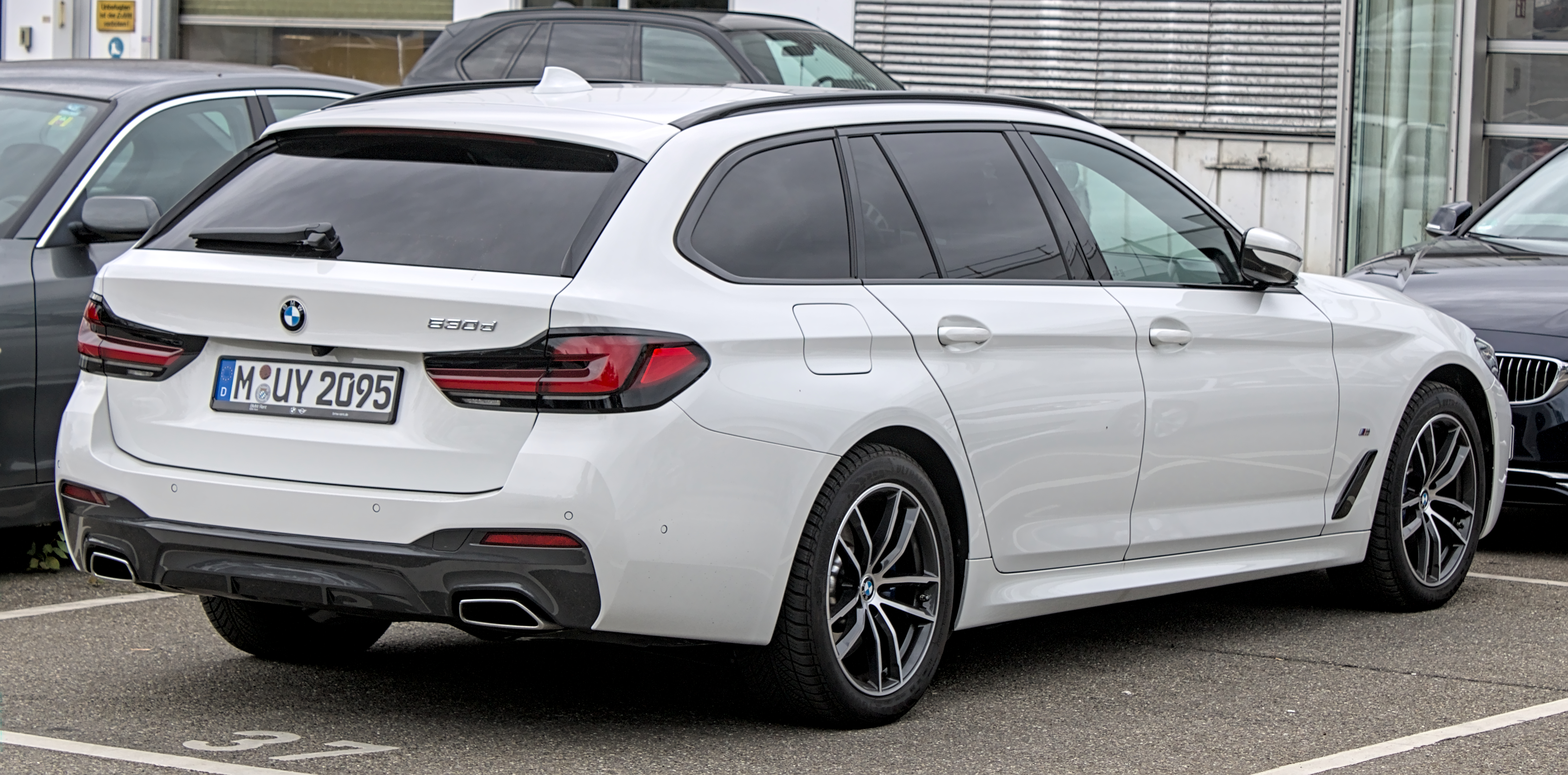
ツーリング（G31）後期型・LCI

2016年10月13日、ドイツにおいて、セダン（G30）が発表された。アルミニウム合金や高張力鋼板、マグネシウム合金の使用範囲を増やすことで、先代モデルに比べて約80kgの軽量化に成功した。例えばボンネット、トランクリッド、ルーフ、ドアはアルミニウム製となっている。これにより、ハンドリングや加速といった運動性能が向上している。Cd値は0.22を実現した。さらに、車体の低重心化、前後50:50の重量配分により、優れたダイナミクス性能と長距離移動もこなせる快適性の両立が追求されている。フロントサスペンションにはWウイッシュボーンを採用し、リヤはマルチリンクが使用された。ツーリングモデルのリヤサスペンションには、自動車高調整機能を備えたエアサスが搭載された。可変スタビライザーは「ダイナミックドライブ」と呼ばれる有償オプションに含まれた。
2018年までの520dには6速マニュアルトランスミッションが標準装備されていたが、その他のすべてのモデルはZF製8速ATが装備された。一部のグレードには、4WS（四輪操舵）の「インテグレイテッド・アクティブ・ステアリング」が搭載された。走行速度に応じて、フロント・リアホイールの切れ角を最適にコントロールすることで、高速域での車体の安定性が向上し、最小回転半径も短縮化される。
エンジンには、B48ガソリンターボエンジン（1.6Lおよび2.0L)とB58ガソリンターボエンジン（3.0L）、N63ガソリンターボエンジン（4.4L）が使用され、ディーゼルエンジンではB47ディーゼルターボエンジン(2.0l)、B57ディーゼルターボエンジン（3.0L)が使用された。ガソリンとディーゼルの3.0Lエンジン搭載車は4輪駆動システムが搭載された。PHEVモデルである530eは、後部座席下にある燃料タンクをトランクルームに移動させ、空いたスペースに重量約100kgのリチウム電池（9.2kwh）を搭載した。急速充電には対応しない。内燃エンジンは「523i」に搭載されるものと基本的に同一であり、モーター出力は68馬力であった。
技術面では、数々の先進運転支援システムが採用された。前期モデルでは2眼カメラとレーダーを活用し、アクセル、ブレーキに加えステアリングの支援を行う機能「ドライビング・アシスト・プラス」が、追加されている（LCIモデルでは更に進化した3眼カメラに変更されている）。
エクステリアは、キドニーグリルとヘッドライトが繋がったデザインとなり、ワイド感とスポーティさを強調した。リアのテールランプは、最新のLEDライト・バーを、BMW特有のL字型を細身にして採用した。
様々な人間工学的アイデアに基づいたインテリアは、コクピットの配置を運転席側に向けて傾けた、非対称なフォルムのセンター・コンソールを採用した。また、10.2インチのセンターディスプレイは、iDriveコントローラーに加え、新たにタッチパネル機能とジェスチャーコントロールを追加した。液晶ディスプレイを備えるリモコンキー「BMWディスプレイ・キー」も用意される。
2017年2月、ツーリング（G31）が追加発表され、同年3月のジュネーブショーで初公開された。
2017年4月、中国市場向けに、ホイールベースを133mm延長させたロングモデル（G38）が追加発表された。瀋陽にある華晨汽車との合弁工場にて生産される。
2017年6月、本国において、先代のグランツーリスモ（F07）の後継車となる、6シリーズグランツーリスモ（G32）が発表された。モデルチェンジに伴い車名が改められた。
2020年5月、本国において改良新型（LCI、フェイスリフト）が発表された。内外装の刷新のみならず、運転支援システムやコネクテッド機能に関する装備が拡充された。ステアリングはトルク感応式から静電式に変更されたほか、3眼カメラとレーダーによる運転支援機能「BMW ドライビングアシスト・プロフェッショナル」も全車標準装備となった。加えて、分割されていたキドニーグリルは幅や高さが拡大され、左右一体型となった。ヘッドライトはL字型にLEDを配置した。リアコンビランプは立体的な造形として、L字の発行部分以外はブラックアウトされた。インテリアのスイッチパネルはハイグロスブラック塗装に変更された。ツーリングはラゲッジスペースが改良され、機能性が向上した。アルミホイールのデザインや、バンパーの形状も変更され、エキゾーストパイプのアウトレットも台形の形状に変更された。523dに搭載されていた2LディーゼルエンジンはB47D20AからB47D20Bに変更され、シングルタービンからシーケンシャルツインターボ仕様に変わった。エアコン操作パネルは青を基調とした新デザインの液晶パネルになった。PHEVモデルである530eでは「エクストラ・ブースト」と呼ばれる機能が追加され、システム総出力が252psから292psに変更（モーターを68PSから109PS 80KWに強化)され、電池容量も9.2kwhから10.2kwhに増量され、EVモードでも走行可能距離も54km(WLTCモード）となった。衝突回避機能もユーロNCAPで車両の影から出てきた歩行者に速度50kmまで対応できる性能を担保した。

### 日本での販売
2017年1月12日、セダン（G30）が発表された。グレードは「523d」「530i」「540i」「530e」及び「523i」の5モデルの導入が案内された。日本市場へは6速マニュアルミッションモデルや3.0lディーゼルエンジン搭載車は導入されなかった。スポーティな外装パーツやM Sportサスペンション、専用ステアリング、19インチホイール、電動リヤゲート、アダプティックヘッドライトなどをセットにした「Mスポーツ」とシルバー加飾のモールや18インチホイールをセットとした「ラグジュアリー」の2グレードが展開された。
同年6月22日、ステーションワゴンのツーリング（G31）が発表された。
2018年10月29日、廉価グレードの「M Spirit」が追加される。セダンは「523i」、ツーリングは「523d」のみの設定であった。「M Sportパッケージ」をベースに、19インチアルミホイールやヘッドライトなど一部の装備を簡略化し、価格を抑えた。標準仕様では電動シートや電動テレストチルトや内装の装飾、360度カメラ、スマートキー、杢目パネルなどが削除され、アナログメーターや追及機能のないLEDヘッドランプが装備され、革シートなどはパッケージオプションとなった。しかし、オプションでフルで装着しても、19インチホイールと4輪操舵システムは搭載することは出来なかった。
2019年7月26日、新グレード「523d xDrive M Spirit」「523d xDrive ツーリング M Spirit」が追加された。ディーゼル仕様では初の四輪駆動（xDrive）モデルとなる。装備内容は上記の特別仕様車「M Spirit」に準ずる。代わりに523dの「M sports」は廃止された。
同年12月6日、特別仕様車「Ultimate Edition」が、55台限定で発売された。M550i xDriveをベースに、20インチホイールやBMWレーザー・ライトが装備された。価格は、13,190,000円となる。LCI前のモデルとなるが、液晶メーターや運転支援システムはLCI後の新しいシステムを一足先に搭載した。車体重量は1810kgであった。
2020年9月28日、セダン・ツーリングの両方に、フェイスリフト（LCI）モデルが発表された（同日より、販売開始）。内外装デザインの刷新と同時に、運転支援システムやコネクテッド機能に関する装備が拡充された。先進安全機能は全グレードに標準装備された。レザーシートは、「523i」を除く全グレードで標準装備となった。また、高性能モデルであるM5も同時に発売された。新たにシーケンシャルツインターボを搭載したB47D20Bを使用するディーゼルエンジンモデルは全車4輪駆動モデルとなった。idriveは7.0に更新され、AIアシスタント機能や高度な言語処理機能、ジェスチャーコントロール、ドライバー認識機能などが搭載された。スマートフォンをキーの代わりに使用できるBMWデジタルキーも使用できるようになった。キーとして5台の携帯電話が登録できた（日本仕様車はiPhoneのみの対応）。革シートはラグジュアリーグレードのみならず、Mスポーツでも標準装備となった。より上級なナッパレザーは27万9000円でのオプション設定だった。イノベーション・パッケージ（19万2000円）を選択すると、650M先まで照射できるBMWレーザーライトを搭載することが出来た。電動パノラマ・ガラス・サンルーフは、パッケージオプション「セレクト・パッケージ」（30万1000円）に含まれた。 
なお2020年5月2日より、BMW JAPANはディーゼル車や電気自動車に車両装備はそのままに「Edition Joy+」と銘打って値下げして販売するセールスを開催しており、5シリーズにおいても、530eおよび523dに「Edition Joy+」と名付けられたモデルが販売された。例えば530e M Sportでは872万円だった車両価格が832万円に引き下げられた。これは日本での2020年第一四半期のBMW販売台数が前年比でマイナスになった中で、比較的ディーゼルや電気自動車のセールスが好調であったためで、それらのグレードを値引きすることで販売台数のテコ入れを図ったものである。「Edition Joy+」となって削減された装備は色つきガラス、BMWで言うところの「サンプロテクションガラス」のみである。
| グレード                      | 型式    | 排気量（cc） | エンジン                      | 最高出力（ps/rpm）                  | 最大トルク（kgm/rpm）                       | 変速機 | 駆動方式 |
| ----------------------------- | ------- | ------------ | ----------------------------- | ----------------------------------- | ------------------------------------------- | ------ | -------- |
| 523i セダン/ツーリング        | B48B20A | 1,998        | 直列4気筒DOHCターボ           | 184/5,000                           | 29.6/1,250-4,500                            | 8速AT  | 後輪駆動 |
| 523d セダン/ツーリング        | B47D20A | 1,995        | 直列4気筒DOHCディーゼルターボ | 190/4,000                           | 40.8/1,750-2,500                            | 8速AT  | 後輪駆動 |
| 530i セダン/ツーリング        | B48B20B | 1,998        | 直列4気筒DOHCターボ           | 252/5,200                           | 35.7/1,450-4,800                            | 8速AT  | 後輪駆動 |
| 530e セダン                   | B48B20A | 1,998        | 直列4気筒DOHCターボ           | 184/5,000 （システムトータル：252） | 29.6/1,350–4,250 （システムトータル：42.8） | 8速AT  | 後輪駆動 |
| 540i セダン                   | B58B30A | 2,997        | 直列6気筒DOHCターボ           | 340/5,500                           | 45.9/1,380-5,200                            | 8速AT  | 後輪駆動 |
| 540i xDrive セダン/ツーリング | B58B30A | 2,997        | 直列6気筒DOHCターボ           | 340/5,500                           | 45.9/1,380-5,200                            | 8速AT  | 四輪駆動 |

| グレード                      | 型式    | 排気量（cc） | エンジン                                          | 最高出力（ps/rpm）                  | 最大トルク（kgm/rpm）                       | 変速機 | 駆動方式 |
| ----------------------------- | ------- | ------------ | ------------------------------------------------- | ----------------------------------- | ------------------------------------------- | ------ | -------- |
| 523i セダン                   | B48B20A | 1,998        | 直列4気筒DOHCターボ                               | 184/5,000                           | 29.6/1,350-4,250                            | 8速AT  | 後輪駆動 |
| 523d xDrive セダン/ツーリング | B47D20B | 1,995        | 直列4気筒DOHCディーゼルシーケンシャルツインターボ | 190/4,000                           | 40.8/1,750-2,500                            | 8速AT  | 四輪駆動 |
| 530i セダン/ツーリング        | B48B20B | 1,998        | 直列4気筒DOHCターボ                               | 252/5,200                           | 35.7/1,450-4,800                            | 8速AT  | 後輪駆動 |
| 530e セダン                   | B48B20A | 1,998        | 直列4気筒DOHCターボ                               | 184/5,000 （システムトータル：294） | 30.6/1,350-4,000 （システムトータル：42.8） | 8速AT  | 後輪駆動 |
| 540i xDrive セダン/ツーリング | B58B30C | 2,997        | 直列6気筒DOHCターボ                               | 340/5,500                           | 45.9/1,500-5,200                            | 8速AT  | 四輪駆動 |
| M550i xDrive セダン           | N63B44D | 4,394        | V型8気筒DOHCツインターボ                          | 530/5,500                           | 76.5/1,800-4,600                            | 8速AT  | 四輪駆動 |

#### M5

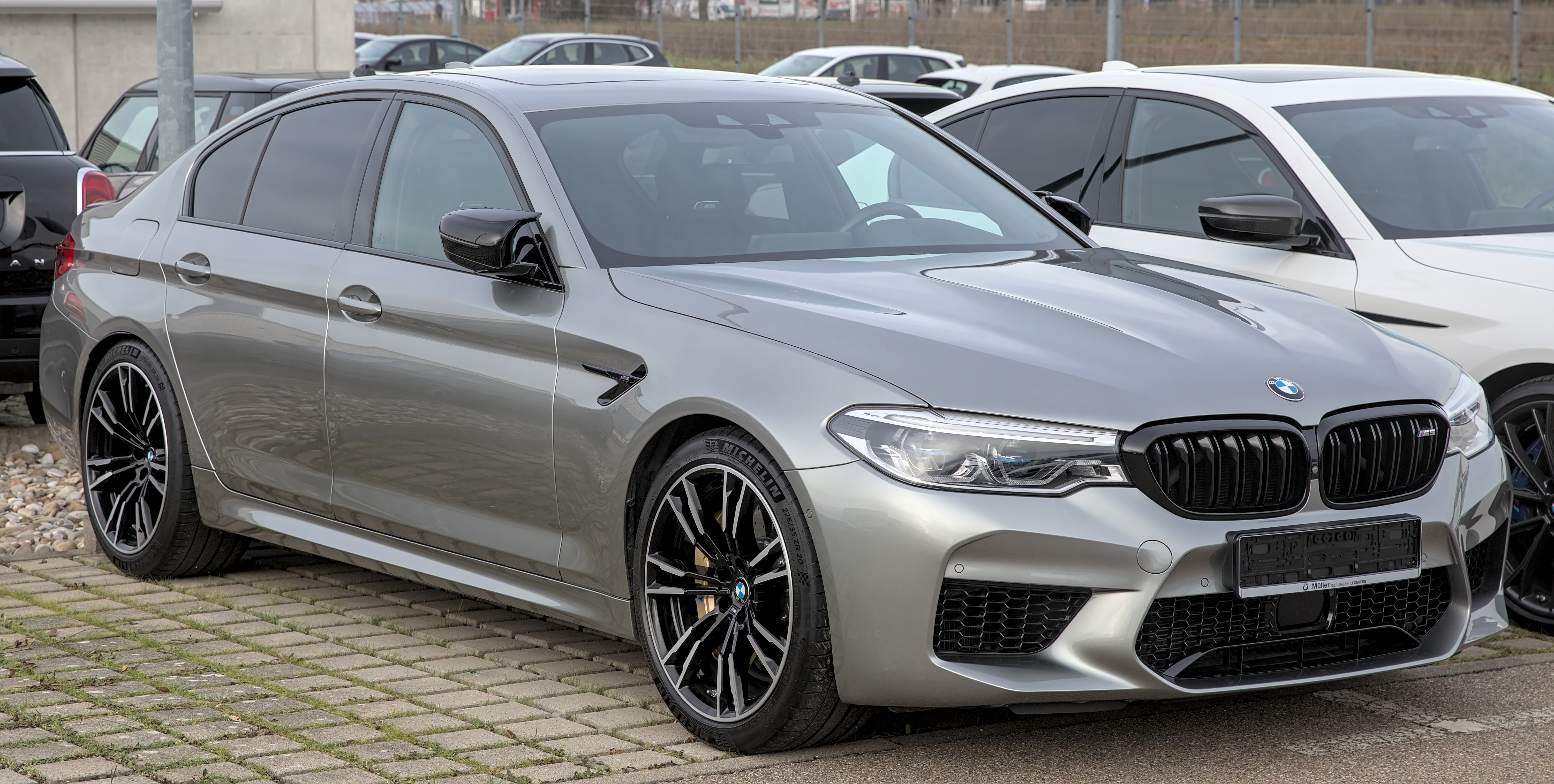
M5（F90）前期型

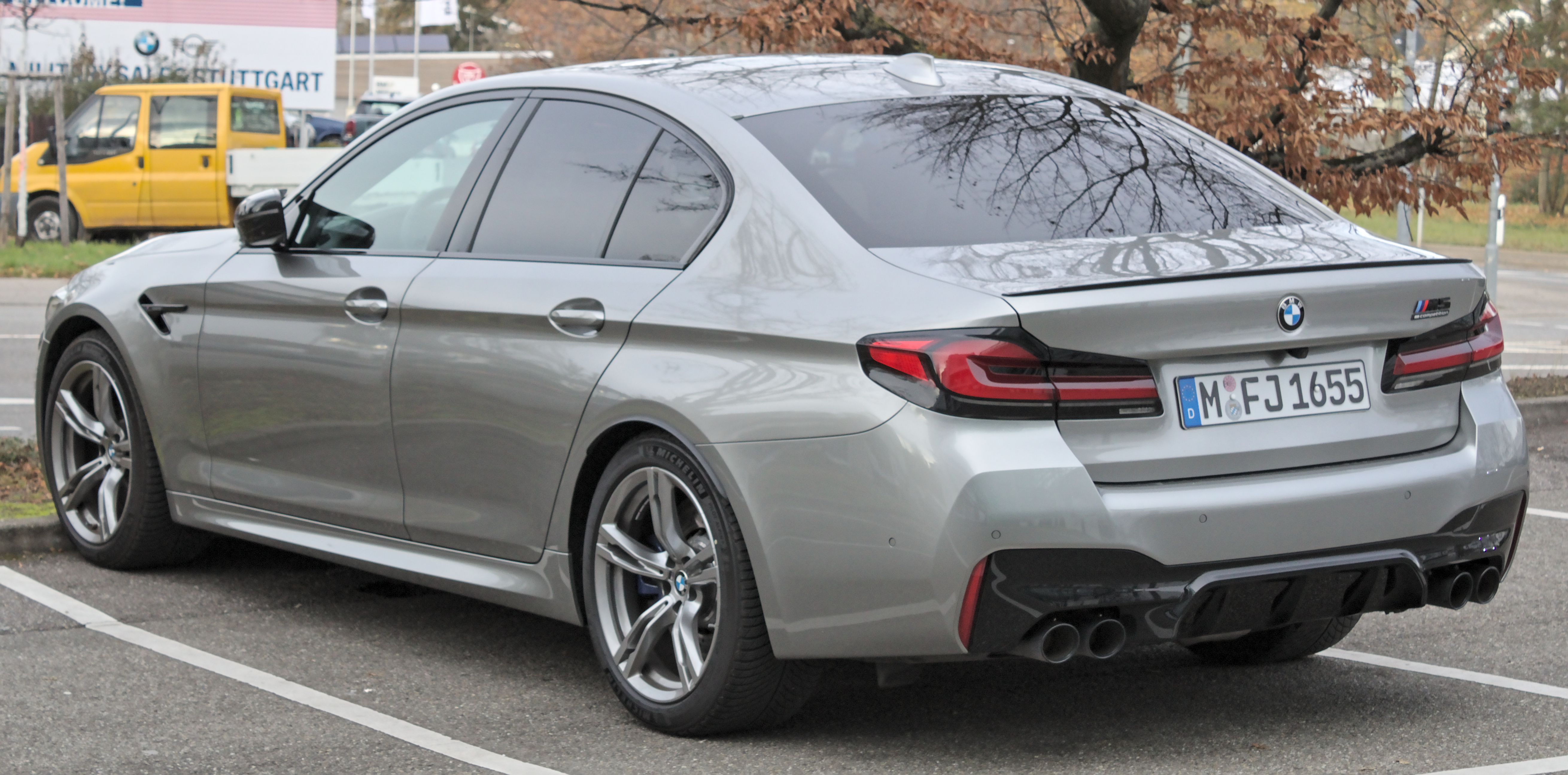
M5（F90）後期型・LCI

2017年8月、高性能モデルとなるM5が発表された。このモデルは別のコードネームF90が与えられる。Mモデルのセダンとしては初めて、四輪駆動が採用されている。
2019年、5シリーズの価格改定に伴い、「M5 Competition」が追加された。ベースのM5と比べ、エンジン出力は強化され、車高も7mm下げられている。また、ドライブモード選択に「TRACK」が追加される。
2020年、フェイスリフト（LCI）。内外装のデザインが刷新された。
| F90（2017年 - 2024年）            | F90（2017年 - 2024年） | F90（2017年 - 2024年） | F90（2017年 - 2024年）   | F90（2017年 - 2024年） | F90（2017年 - 2024年） | F90（2017年 - 2024年） | F90（2017年 - 2024年） |
| グレード                          | 型式                   | 排気量（cc）           | エンジン                 | 最高出力（ps/rpm）     | 最大トルク（kgm/rpm）  | 変速機                 | 駆動方式               |
| --------------------------------- | ---------------------- | ---------------------- | ------------------------ | ---------------------- | ---------------------- | ---------------------- | ---------------------- |
| M5（2017年 - 2021年）             | S63B44B                | 4,394                  | V型8気筒DOHCツインターボ | 600/6,000              | 76.5/1,800-5,600       | 8速AT                  | 四輪駆動               |
| M5 Competition（2019年 - 2024年） | S63B44B                | 4,394                  | V型8気筒DOHCツインターボ | 625/6,000              | 76.5/1,800-5,860       | 8速AT                  | 四輪駆動               |

## 8代目（2023年 - ）G60/G61/G90
2023年5月24日、約7年ぶりのフルモデルチェンジを行った。セダン（G60）、ツーリング（G61）、ロングホイールベース（当初は中国市場専用・G68）が発表された。先代モデル同様、生産はドイツ・ディンゴルフィング工場で行われる。
BMW伝統のデザインを踏襲しつつ、コンセプトを一新した。当代では、歴代初のBEV・i5を同時にラインアップする。さらに、歴代初となる48Ｖマイルドハイブリッドシステムを全てのガソリンエンジンモデル、ディーゼルエンジンモデルに搭載するなど、パワートレインを充実させた。シャシーは7シリーズと共用化され、車幅は7シリーズ並みの1900mmまで拡大された。
フロントデザインは現代的な解釈によるツイン・ヘッドライトとBMW伝統のキドニーグリルを垂直方向に拡大し、やや前方に突き出たシャークノーズ&ロングボンネットが特徴的である。キドニーグリルには、夜間走行時にBMWブランドの象徴である造形を印象的にライトアップするBMWアイコニック・グローを備えている。
センシングと同時に、最短時間で直接制御されるホイール・スリップ・テクノロジー、統合ブレーキ・システム、可変ステアリング・レシオを備えたスポーツ・ステアリングが装備され、4輪操舵を可能とするインテグレーテッド・アクティブ・ステアリングと電子制御のショック・アブソーバーを備えたアダプティブ・サスペンションも選択できる。
ハンズオフ機能付き渋滞運転支援機能や視線確認機能付のアクティブ・レーン・チェンジ・アシストなどの先進運転支援システムに加え、「OK, BMW」で起動する、AIを活用した最新世代のコネクティビティ「BMWインテリジェント・パーソナル・アシスタント」も装備した。また、BMWデジタル・キー・プラスの採用により、対応のスマートフォン、スマートウォッチを携行していれば、車両に近づくだけでロック解除は勿論、車室内にロック解除に使用したデバイスがあるだけでエンジンの始動も可能となっている。
車載カメラを使用した全方向（前後&左右）記録可能なBMW ドライブ・レコーダーも標準装備する。後付けのドライブ・レコーダーと異なり、車両後方の映像もウィンドー越しではなく直接撮影するので、あおり運転等の危険運転車両と遭遇した際に、車両のナンバーも鮮明に記録すると同時に、サイドのカメラで幅寄せの映像記録にも対応している。
BMWカーブド・ディスプレイと「QuickSelect」機能を備えた制御システムは、BMWオペレーティング・システム8.5をベースに、メニュー構造を改良することで操作を容易にした。新しいBMW iDriveは、BMWカーブド・ディスプレイおよびBMWインテリジェント・パーソナル・アシスタントとも組み合わされ、一貫してタッチディスプレイと言語で操作できるように設計されている。さらに、新たに導入されたAirConsoleプラットフォームにより、ドライバーと同乗者は、車両が停止している際、スマートフォンをコントローラーとして、14.9インチのセンターディスプレイを使用しての対戦型ゲームをプレイすることが可能となった。
i5は、高度に統合された駆動装置と、極めて高いエネルギー密度の高電圧バッテリーを備えた第5世代のBMW eDriveテクノロジーが搭載される。さらに、アダプティブ回生システムおよび車内の冷暖房用のヒートポンプ技術、駆動システム、高電圧バッテリーの統合がなされている。
ツーリングのラゲッジルーム容量は570Lを実現し、リアシートのバックレストを倒せば最大で1,700Lまで拡張することが可能である。40:20:40分割可倒式リアシート、ラゲッジルーム下に小物を収納できる床下収納、リアシートを完全に折りたたんだ状態でも荷室が使用でき、かつ前席乗員の安全が確保されるラゲージ・パーティション・ネットが標準装備される。

### 日本での販売
2023年5月25日、セダンの初期生産限定モデル「THE FIRST EDITION（ザ・ファースト・エディション）」の先行販売受付を開始した（納車は2023年第4四半期以降）。高効率な2.0 L 直列4気筒ガソリンエンジンならびに48Vマイルドハイブリッドシステムを搭載した「523i」が200台、BEVの「i5 eDrive40」が100台、計300台限定で販売される。ボディカラーは、ミネラル・ホワイトおよびブラック・サファイアを採用し、インテリアには、「523i」ではブラックのアルカンターラ/ヴェガンザ仕様が、「i5 eDrive40」ではブラックの高品質なメリノ・レザー・シートとの組み合わせとなっている。BMWオンライン・ストアのみで先行販売が行われ、G60の日本における正式発表後、早い段階での納車が約束される。
同年7月13日、セダンが正式発表・発売された。ラインアップは、BEVの「i5（eDrive40 Excellence/eDrive40 M Sport/M60 xDrive）」とガソリン車の「523i（Exclusive/M Sport）」、ディーゼル車の「523d xDrive（M Sport）」が用意される。日本仕様のエンジンは全て4気筒となり、従来設定されていた6気筒エンジンは導入されなかった。
同年10月11日、セダンの初期生産限定車「THE FIRST EDITION（ザ・ファースト・エディション）」を、新たにディーゼル&xDrive車にも設定。2.0 L 直列4気筒クリーンディーゼル搭載車の初期生産モデルとして、専用20インチのアロイ・ホィールや高機能装備を充実させ、2024年2月までの期間限定生産モデルとして販売される。ボディカラーは、ミネラル・ホワイトおよびブラック・サファイアを採用し、エクステリアには専用装備となるバイ・カラー&スター･スポークデザインの20インチMライト・アロイ・ホィールに加え､パノラマ・ガラス・サンルーフがスポーティーな外観を演出している。インテリアには、ブラックのアルカンターラ/ヴェガンザ仕様を採用している。
2024年2月7日、ツーリングを発表・発売。i5ツーリングは、日本初、かつBMW初となるツーリング（ステーションワゴン）のBEVである。ラインアップはBEVの「i5（eDrive40 Excellence/eDrive40 M Sport/M60 xDrive）」とディーゼル車の「523d xDrive（Excellence/M Sport）」が用意される。なお、セダンには設定のあるガソリン車の「523i」は用意されない。
同年10月2日、高性能モデル・M5セダンが発表された（詳細は後述）。
同年12月25日、高性能モデル・M5ツーリングが発表された。M5にツーリングが設定されるのは、過去の第3世代（E34）、第5世代（E61）に続き、3度目となる。ただし、両モデルとも日本での正規輸入販売は行われていなかったため、日本での正規輸入販売モデルとしては、今回のモデルが初となる。
2025年1月27日、ツーリングに、ガソリン車の「523i（Excellence/M Sport）」を追加設定・発売。パワートレインは、先行して発売されたセダンに準じる。
同年4月24日、セダンのロング・ホイールモデル「525Li（Exclusive M Sport）」および「i5 eDrive35L（Exclusive M Sport）」を発表・発売。通常モデルと比べ、全長が115mm、ホイールベースが110mm、それぞれ延長されている。後席は、より柔らかで深みのある座面構造としたほか、ヘッドレスト・クッションや、小物入れおよびワイヤレスチャージを備えたセンター・アームレストを装備する。また、Bピラーにはエア・ダクトが設けられる。
| G60（2023年 - ） / G61（2024年 - ）/ G68（2025年 - ） | G60（2023年 - ） / G61（2024年 - ）/ G68（2025年 - ） | G60（2023年 - ） / G61（2024年 - ）/ G68（2025年 - ） | G60（2023年 - ） / G61（2024年 - ）/ G68（2025年 - ） | G60（2023年 - ） / G61（2024年 - ）/ G68（2025年 - ） | G60（2023年 - ） / G61（2024年 - ）/ G68（2025年 - ） | G60（2023年 - ） / G61（2024年 - ）/ G68（2025年 - ） | G60（2023年 - ） / G61（2024年 - ）/ G68（2025年 - ） |
| グレード                                              | 型式                                                  | 排気量（cc）                                          | エンジン/電気モーター                                 | 最高出力（ps/rpm）                                    | 最大トルク（kgm/rpm）                                 | 変速機                                                | 駆動方式                                              |
| ----------------------------------------------------- | ----------------------------------------------------- | ----------------------------------------------------- | ----------------------------------------------------- | ----------------------------------------------------- | ----------------------------------------------------- | ----------------------------------------------------- | ----------------------------------------------------- |
| 523i セダン/ツーリング                                | B48B20P                                               | 1,998                                                 | 直列4気筒DOHCターボ+モーター                          | 190/5,000                                             | 31.6/1,500–4,000                                      | 8速AT                                                 | 後輪駆動                                              |
| 525Li セダン(ロング・ホイールベース)                  | B48B20R                                               | 1,998                                                 | 直列4気筒DOHCターボ+モーター                          | 190/5,000                                             | 31.6/1,500–4,000                                      | 8速AT                                                 | 後輪駆動                                              |
| 523d xDrive セダン/ツーリング                         | B47D20B                                               | 1,995                                                 | 直列4気筒DOHCディーゼルターボ+モーター                | 197/4,000                                             | 40.8/1,500–2,750                                      | 8速AT                                                 | 四輪駆動                                              |
| i5 eDrive35L セダン(ロング・ホイールベース)           | -                                                     | -                                                     | 交流同期電動機                                        | -                                                     | -                                                     | 無段変速                                              | 後輪駆動                                              |
| i5 eDrive40 セダン/ツーリング                         | HA0001N0                                              | -                                                     | 交流同期電動機                                        | 340/8,000                                             | 40.8/0-5,000                                          | 無段変速                                              | 後輪駆動                                              |
| i5 M60 xDrive セダン/ツーリング                       | HA0002N0(前) HA0003N0(後)                             | -                                                     | 交流同期電動機                                        | 601/8,000                                             | 81.0/0-5,000                                          | 無段変速                                              | 四輪駆動                                              |

#### M5

M5（G90）

2024年7月、7代目にフルモデルチェンジ。新たに「Mハイブリッドシステム」と名づけられたプラグインハイブリッドシステムを搭載した。4.4L V型8気筒・クロスバンク型ツインターボエンジンと、8段ATのハウジングに組み込まれた駆動用モーターおよびリチウムイオンバッテリー（容量：22.1kWh）で構成される。このモーターは、BMWが特許を取得したという、ATのプリギアリング機能が組み込まれ、モーターだけで197PS、450N・mの出力があり、システム全体では727PS、1000N・mというスペックとなった。
駆動系は、基本的にはM専用の4WDシステム「M xDrive」であるが、DSCをオフにすると2WDモード（後輪駆動）も設定できる。車体サイズは、全長×全幅×全高＝5096×1970×1510mmと、先代よりも拡大され、M5では初採用となる4WS（四輪操舵）の「インテグレーテッドアクティブステアリング」など、最新技術が投入された。世界共通で標準装備されるサンルーフに加え、日本仕様ではカーボンルーフやシートベンチレーション、4ゾーンエアコンが標準装備となったが、価格は、先代と同額の1,998万円に設定された。
歴代で3代目となるツーリングも用意される。日本市場での価格は、セダンと同額の1,998万円に設定された。
| G90（2024年 - ）     | G90（2024年 - ） | G90（2024年 - ） | G90（2024年 - ）         | G90（2024年 - ）                          | G90（2024年 - ）                                    | G90（2024年 - ） | G90（2024年 - ） |
| グレード             | 型式             | 排気量（cc）     | エンジン                 | 最高出力（ps/rpm）                        | 最大トルク（kgm/rpm）                               | 変速機           | 駆動方式         |
| -------------------- | ---------------- | ---------------- | ------------------------ | ----------------------------------------- | --------------------------------------------------- | ---------------- | ---------------- |
| M5 セダン/ツーリング | S68B44A          | 4,395            | V型8気筒DOHCツインターボ | 585/5,600-6,500 （システムトータル：727） | 76.5N・m/1,800-5,400rpm （システムトータル：102.0） | 8速AT            | 四輪駆動         |